# إنجلترا الشمالية
إنجلترا الشمالية (بالإنجليزية: Northern England) وتُعرف كذلك باسم شمال إنجلترا أو الشمال فحسب، هي ثاني منطقة تقع أقصى شمال بريطانيا العظمى، وتُعتبر منفصلةً بالنظر إلى الاختلافات الثقافية التي تميّزها عن الأقاليم الأخرى – أي، اسكتلندا، وويلز، وميدلاندز في إنجلترا وجنوب إنجلترا. تضم إنجلترا الشمالية المدنَ الكبرى، والمدن الحضرية في مانشستر، وليفربول، ونيوكاسل أبون تاين، وشفيلد وليدز، وبرادفورد.
ما من تعريف دقيق لحدود الشمال، ولكن تُعرف عُمومًا بأنها الحدود التي تبدأ شمالًا مع اسكتلندا، والممتدة إلى منطقة ميدلاندز أو بالقرب من نهر ترينت في الجنوب. وتضم تلك الحدود بشكل تقريبي هذه الأقاليم الثلاث: الشمال الشرقي، والشمال الغربي، ويوركشاير وهامبر. يبلغ عدد سكان تلك الأقاليم مجتمعة ما يقارب 14.9 مليون نسمة، وفقًا لإحصاءات العام 2011، وتشمل مساحةً تبلغ 37,331 مربع (14,414 ميل مربع).
تعاقب على حُكم المنطقة العديد من المجموعات، يُذكر منها: البريجانتس الذين حكموا المنطقة باسم بريجانتيا، والتي كانت أكبر مملكة بريثونية مرّت على تاريخ بريطانيا العظمى؛ وحكمها الرومان باسم بريتانيا السفلى؛ وحكمها الأنجل باسم نورثمبريا؛ وحكمتها القبائل الاسكندنافية (الدنماركيون في الشرق والشماليون في الغرب) بوصفها جزءًا خاضعًا للقانون الدانمركي. بعد غزو النورمان لإنجلترا في العام 1066، خلّفت حملات ويليام الفاتح لإخضاع الشمال الدمارَ في المنطقة. شهدت المنطقة صراعات على الحدود الأنجلو-اسكتلندية استمرت حتى توحيد إنجلترا واسكتلندا تحت حكم بيت ستيوارت، وريثما تمّ ذلك انتقلت تبعية بعض الأجزاء بين إنجلترا واسكتلندا أكثر من مرة. انطلقت العديد من ابتكارات الثورة الصناعية في شمال إنجلترا، وكانت مدنها مبتدأ العديد من التغييرات السياسية التي رافقت هذه الاضطرابات الاجتماعية، ابتداءً باتحادات النقابات العمالية وليس انتهاءً بليبرالية مانشستر. في أواخر القرن التاسع عشر وأوائل القرن العشرين، هيمنت الصناعات الثقيلة على اقتصاد الشمال، ومنها النسيج، وبناء السفن، وصنع الصلب، والتعدين. تضرر شمال إنجلترا تضررًا بالغًا في أعقاب عملية تقليص النشاط الصناعي في النصف الثاني من القرن العشرين، وللآن ما تزال العديد من المدن تعاني من الحرمان مقارنة بقريناتها في جنوب إنجلترا.
نجم عن مشاريع التجديد الحضري والانتقال إلى اقتصاد الخدمات نموٌّ اقتصادي ملحوظ في بعض أجزاء شمال إنجلترا، ولكن ما يزال ثمة فرق واضح بين الشمال والجنوب يتجلى في كل من الاقتصاد والثقافة في إنجلترا. لقد تركت قرونٌ متتابعة من موجات الهجرة، والغزو، والعمل، بصمتَها في الثقافة الشمالية، وتحتفظ المنطقة بطابعها الخاص في اللهجات، والموسيقى، والمطبخ.

## تعريفات

شمال إنجلترا وفقًا لحدود المقاطعات التاريخية

لأغراض حكومية وإحصائية، يُعرف شمال إنجلترا على أنه المنطقة التي تشملها الأقاليم الثلاث في إنجلترا –شمال شرق إنجلترا، وشمال غرب إنجلترا، ويوركشاير وهامبر. تتألف هذه المنطقة من مقاطعات تشيشير، وكمبريا، ومقاطعة درم، وشرق يوركشاير، ومانشستر الكبرى، ولانكشر، ومرزيسايد، ونورثمبرلاند، وشمال يوركشاير، وجنوب يوركشاير، وتاين ووير، وغرب يوركشاير، بالإضافة إلى مناطق السلطة الموحدة في شمال لينكولنشاير وشمال شرق لينكولنشاير.
ثمة تعريفات أخرى تعتمد حدود المقاطعات التاريخية، والتي بموجبها يضم الشمال كلًا من كمبرلاند، ونورثمبرلاند، وويستمورلاند، ومقاطعة درم، ولانكشاير، ويوركشاير، وعادةً ما يُلحق بها تشيشير. تُرسم الحدود أحيانًا دون الإشارة إلى الحدود البشرية، وذلك عبر المعالم الجغرافية مثل نهر المرزي ونهر ترينت. تُورَد أحيانًا جزيرة مان ضمن تعريفات «الشمال» (من أمثلة ذلك، إحصائية اللهجات الإنجليزية، وموقع VisitBritain، وبي بي سي نورث ويست)، رغم أنها تختلف من الناحيتين السياسية والثقافية عن إنجلترا.
يعتري التعريفات الشخصية للشمال اختلاف شديد، وأحيانًا تكتسب النقاشات بخصوصها طابعًا عاطفيًا. عندما يُطلب من أهل الجنوب رسم خط فاصل بين الشمال والجنوب، فإنهم يميلون إلى وضع هذا الخط إلى الجنوب أكثر مما يفعل أهل الشمال. من وجهة نظر أهل الجنوب، فإن تعريف شمال إنجلترا يعني أحيانًا المنطقة الواقعة شمال واتفورد غاب بين نورثهامبتون وليستر –وهو التعريف الذي يضم الكثير من منطقة ميدلاندز. تُوصف العديد من المدن والبلدات على أنها «منافذ إلى الشمال» أو تُروَّج على أنها «منافذ إلى الشمال»، بما في ذلك كرو، وستوك أون ترينت، وشيفيلد. يعتبر بعض أهالي أقصى شمال إنجلترا أن الشمال يبدأ في مكان ما شمال يوركشاير حول نهر تيز –يقترح شاعر يوركشاير سايمون آرميتاج نقطة بدء الشمال عند ثيرسك، أو نورثاليرتون، أو ريتشموند– ولا يشمل تعريفهم هذا مدنًا مثل مانشستر أو ليدز، ولا حتى معظم يوركشاير. يجدر بالذكر أن شمال إنجلترا لا يعتبر وحدة متجانسة، وقد نفى البعض نفيًا قاطعًا فكرة وجود الشمال بوصفه كيانًا متماسكًا، بدعوى أن الاختلافات الثقافية الكبيرة على امتداد المنطقة تطغى على أي أوجه تشابه.

## الجغرافيا

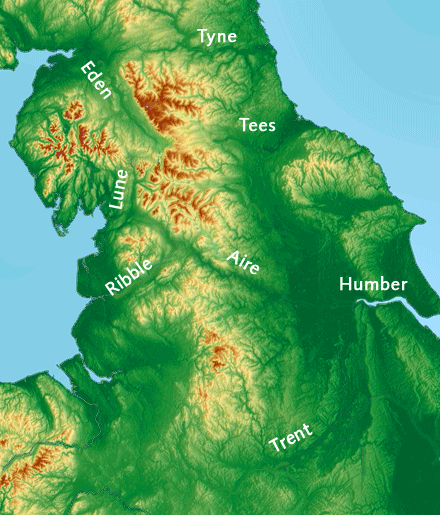
خريطة تضريسية لشمال إنجلترا، تُظهر سلسلة البيناينز وأودية الأنهار.

تمتد سلسلة البيناينز عبر شمال إنجلترا، وهي سلسلة من المرتفعات يُطلق عليها أحيانًا اسم «العمود الفقري لإنجلترا»، وتمتد من تاين غاب إلى مقاطعة بيك. تشمل المرتفعات الأخرى في الشمال ليك ديستركت وأعلى جبال إنجلترا، وتلال شيفيت المجاورة للحدود مع اسكتلندا، ونورث يورك مورز قريبًا من ساحل بحر الشمال. تشكلت جغرافية الشمال بشكل كبير عبر الصفائح الجليدية في العصر الحديث الأقرب، والتي غالبًا ما امتدت إلى أقصى الجنوب حتى ميدلاندز. نحتت الأنهار الجليدية وديانًا وعرة عميقة في المرتفعات الوسطى، وبعد ذوبانها، ترسبت كميات ضخمة من مادة الأنهار الجليدية في المناطق المنخفضة، كسهول تشيشير وحوض سولواي. إلى الجانب الشرقي من البيناينز، شكلت بحيرة جليدية ماضية سهول هامبرهيد: وهي رقعة شاسعة من المناطق الرطبة التي تصب في الهامبر، وتتسم بكونها أرضًا زراعية خصبة وغنية.

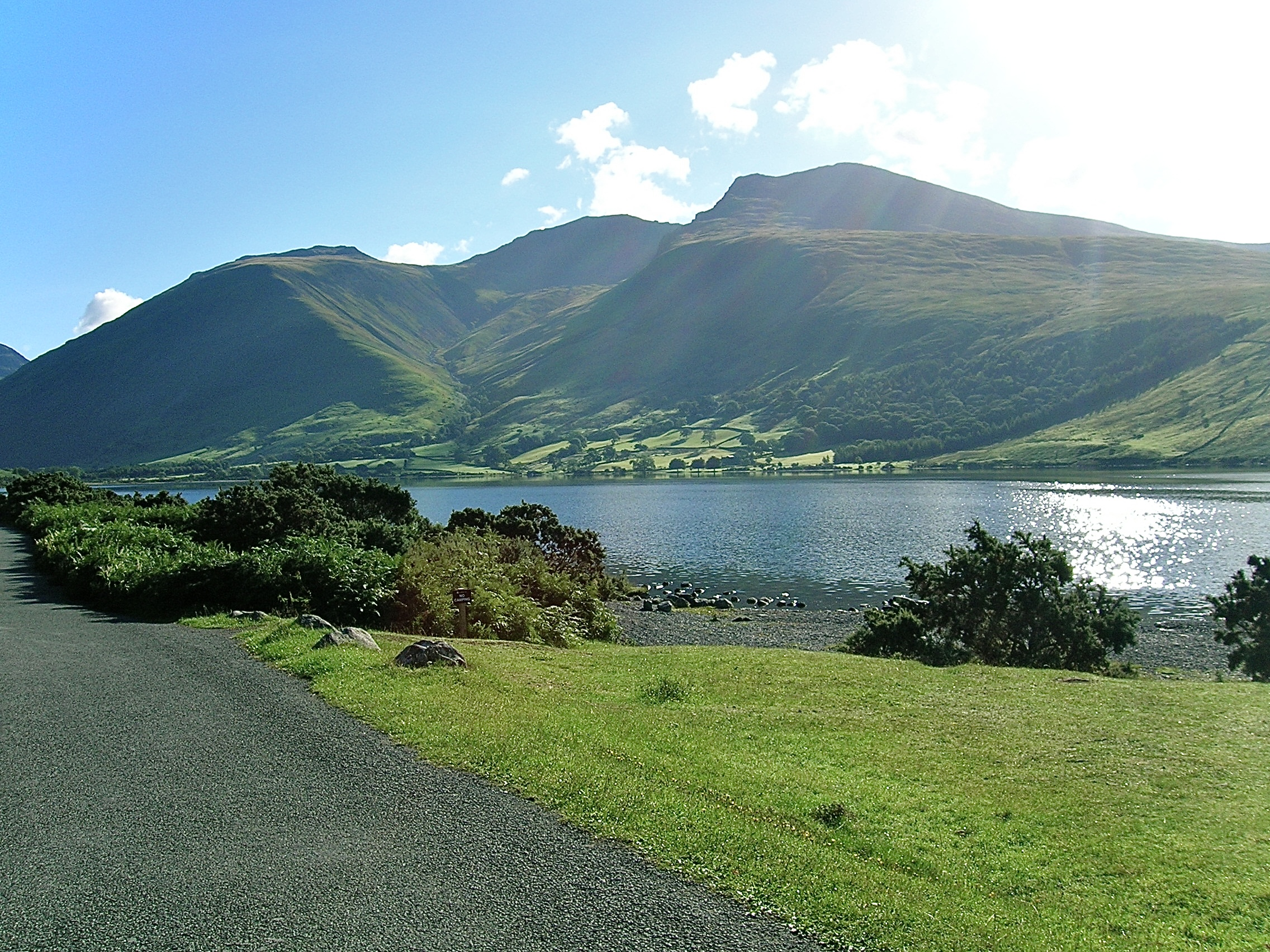
سكافل بايك، أعلى قمة في إنجلترا، أمامها واستووتر، أعمق بحيرة فيها.

حتى الآن ما تزال الكثير من المرتفعات الجبلية غير مخدّمة تمامًا، ومن بين المتنزهات الوطنية العشرة في إنجلترا، توجد خمس حدائق وطنية في الشمال بجزء منها أو بكلّيتها، وهي: بيك ديستركت، وليك ديستركت، ونورث يورك مورز ويوركشاير ديلز ومتنزه نورثمبرلاند الوطني. تضم ليك ديستركت أعلى قمة في إنجلترا، سكافيل بايك، والتي تبلغ 978 مترًا طولًا (3209 قدمًا)، وأكبر بحيرة فيها هي ويندرمير، وأعمق بحيرة فيها هي واستووتر. يعدّ شمال إنجلترا واحدةً من أكثر مناطق أوروبا خلوًّا من الأشجار، ولمجابهة ذلك، تعتزم الحكومة زراعة أكثر من 50 مليون شجرة في منطقة نورذرن فوريست الجديدة بكافة أرجائها.
ظهرت مناطق حضرية واسعة انتشرت على طول ضفاف الأنهار والسواحل، وتمتد جنبًا إلى جنب في بعض الأماكن. نجم عن احتياجات التجارة والصناعة سلسلة تكاد تكون مستمرة من الأبنية الحضرية، امتدت من شبه جزيرة ويرال إلى دونكاستر، شملت مدن ليفربول، ومانشستر، وليدز، وشيفيلد، والتي يبلغ عدد سكانها 7.6 مليون نسمة على الأقل. بوصفها حزامًا حضريًا كبيرًا ليس له مثيل في أوروبا، تُعتبر جميع هذه المدن حديثة. كان أصل معظم هذه المدن قبل الثورة الصناعية قرى متناثرة بلا هوية جامعة. على الساحل الشرقي، أسهمت التجارة في نمو المواني الرئيسية مثل كينغستون أبون هال، ونيوكاسل أبون تاين، وغدت التجمعات السكانية الواقعة على ضفتي النهر في تيسايد، وتاينسايد، وويرسايد أكبر بلدات الشمال الشرقي. وعندئذ دخل شمال إنجلترا مرحلة متقدمة من التحضر: خلص التحليل الذي أجراه مشروع ذا نورذرن ويه في العام 2006 إلى أن 90% من سكان الشمال يعيشون في إحدى مناطق المدن التالي: ليفربول، ووسط لانكشاير، ومانشستر، وشيفيلد، وليدز، وهامبرسايد، وتيز فالي، وتاين، ووير. وفقًا لإحصاء العام 2011، فإن 86% من سكان الشمال يعيشون في مناطق حضرية كما حددها مكتب الإحصاء الوطني، مقارنة بنسبة 82% في إنجلترا بكاملها.

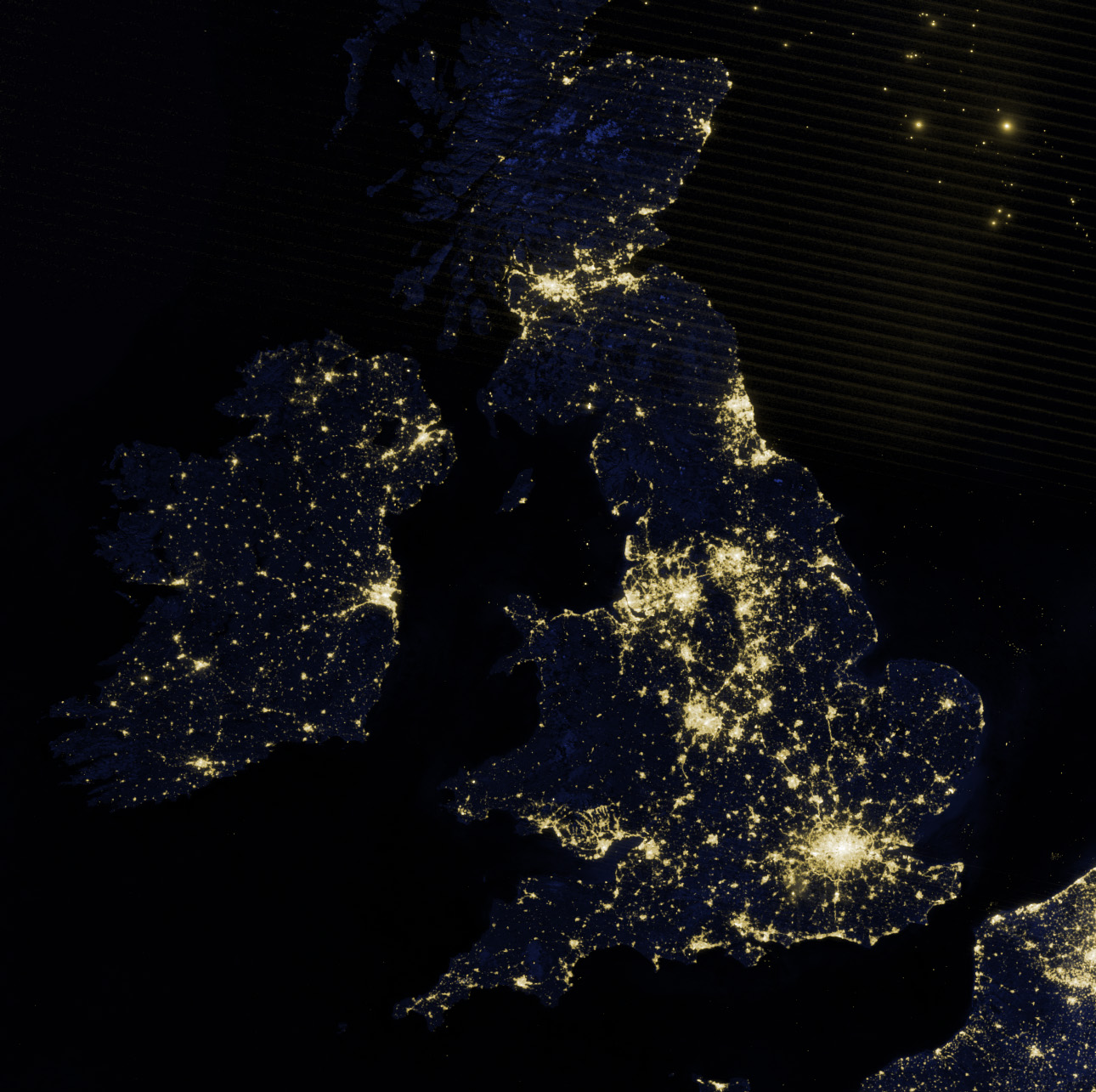
يظهر التمدد العمراني بشكل واضح في الصور الليلية لجنوب البيناينز والساحل الشمالي الشرقي.

### الموارد الطبيعية
عُثر على طبقات كثيفة وغنية من الخث عبر سلسلة البيناينز والحدود الاسكتلندية، ويوجد العديد من حقول الفحم الكبرى، ومنها  حقول فحم غريت نورذرن، ولانكشاير، وساوث يوركشاير. ينتشر على نطاق واسع في البيناينز حصى حجر الرحى، وهي صخور مميزة بحبيبات خشنة تُستخدم في صنع أحجار الرحى، ويظهر تنوع الصخور الأخرى جليًا في الهندسة المعمارية للمنطقة، ومن أمثلة ذلك الحجر الرملي الأحمر اللامع المشاهَد في بعض مباني تشيستر، وحجر يوركستون الأصفر الشاحب اللامع، وحجر دودنغتون الرملي البنفسجي المميز. تشير هذه الأحجار الرملية أيضًا أنه ما عدا الساحل الشرقي، فإن معظم شمال إنجلترا تحتوي ما يُعرف بماء اليُسر، وهذا ما خلّف أثره على الصناعة بالإضافة إلى خلطات الشاي التي تزخر بها المنطقة.
كما عُثر على رواسب غنية من خام الحديد في كمبريا والشمال الشرقي، وتوجد وفرة من الفلوريت والباريت في الأجزاء الشمالية من سلسلة البيناينز. لتعدين الملح في تشيشير تاريخ طويل، ويوجد كلا منجميّ الهاليت (الملح الصخري) المتبقيان في بريطانيا  في الشمال، وهما: منجم وينسفورد في تشيشير، ومنجم بولبي في شمال يوركشاير، والذي ينتج أيضًا نصف البوتاس في المملكة المتحدة.

### المناخ
يتميز شمال إنجلترا بمناخ محيطي بارد رطب مع وجود مناطق صغيرة في المرتفعات ذات مناخ محيطي شبه قطبي. عند مقارنته مع باقي المنطقة بأكملها، يعتبر شمال إنجلترا أكثر برودة ورطوبة وأكثف بالغيوم من باقي إنجلترا، ويضمّ كلًا من أبرد نقطة في إنجلترا (كروس فيل) وأغزر نقطة هطولًا بالأمطار (سيثويت فيل). يتشابه نطاق درجة الحرارة ومدة سطوع الشمس مع متوسط المملكة المتحدة، ويشهد الشمال هطول أمطار أقل بكثير مما تشهده اسكتلندا أو ويلز. تخفي هذه المتوسطات التنوع الشديد عبر المنطقة، ومردّ ذلك أساسًا إلى مناطق المرتفعات والبحار المجاورة.

يذكر أن الريح السائدة عبر الجزر البريطانية هي الغربيات التي تجلب الرطوبة من المحيط الأطلسي. يعني هذا أن الساحل الغربي يتلقى رياحًا قوية وهطولًا مطريًا غزيرًا بانتظام، في حين يقبع الساحل الشرقي في الظل المطري خلف سلسلة البيناينز. تبعًا لذلك، تعتبر تيسايد وساحل نورثمبريا أكثر المناطق جفافًا في الشمال، إذ يبلغ معدل هطول الأمطار حوالي 600 ملم (24 إنش) سنويًا، في حين تتلقى أجزاء من ليك ديستركت أكثر من 3200 ملم (130 إنش). أما مناطق السهول في الأجزاء الجنوبية من شمال إنجلترا مثل تشيشير وساوث يوركشاير فهي الأكثر دفئًا، حيث يبلغ متوسط درجات الحرارة القصوى في شهر يوليو أكثر من 21 درجة مئوية (70 درجة فهرنهايت)، في حين تصل درجات الحرارة في أعلى النقاط في البيناينز وليك ديستركت 17 درجة مئوية فقط (63 درجة فهرنهايت). تشتهر المنطقة بالغيوم والضباب –خصوصًا على طول ساحلها الشرقي الذي يشهد ضبابًا بحريًا مميزًا يُعرف باسم الهار –رغم أن قانون الهواء النظيف للعام 1956 وتراجع الصناعة الثقيلة قد أسهما في زيادة مدة سطوع الشمس في المناطق الحضرية في السنوات الأخيرة.
| البيانات المناخية لـإنجلترا الشمالية | البيانات المناخية لـإنجلترا الشمالية | البيانات المناخية لـإنجلترا الشمالية | البيانات المناخية لـإنجلترا الشمالية | البيانات المناخية لـإنجلترا الشمالية | البيانات المناخية لـإنجلترا الشمالية | البيانات المناخية لـإنجلترا الشمالية | البيانات المناخية لـإنجلترا الشمالية | البيانات المناخية لـإنجلترا الشمالية | البيانات المناخية لـإنجلترا الشمالية | البيانات المناخية لـإنجلترا الشمالية | البيانات المناخية لـإنجلترا الشمالية | البيانات المناخية لـإنجلترا الشمالية | البيانات المناخية لـإنجلترا الشمالية |
| الشهر                                | يناير                                | فبراير                               | مارس                                 | أبريل                                | مايو                                 | يونيو                                | يوليو                                | أغسطس                                | سبتمبر                               | أكتوبر                               | نوفمبر                               | ديسمبر                               | المعدل السنوي                        |
| ------------------------------------ | ------------------------------------ | ------------------------------------ | ------------------------------------ | ------------------------------------ | ------------------------------------ | ------------------------------------ | ------------------------------------ | ------------------------------------ | ------------------------------------ | ------------------------------------ | ------------------------------------ | ------------------------------------ | ------------------------------------ |
| متوسط درجة الحرارة الكبرى °م (°ف)    | 6.4 (43.5)                           | 6.6 (43.9)                           | 8.8 (47.8)                           | 11.4 (52.5)                          | 14.7 (58.5)                          | 17.3 (63.1)                          | 19.4 (66.9)                          | 19.1 (66.4)                          | 16.5 (61.7)                          | 12.8 (55.0)                          | 9.1 (48.4)                           | 6.7 (44.1)                           | 12.4 (54.3)                          |
| متوسط درجة الحرارة الصغرى °م (°ف)    | 0.7 (33.3)                           | 0.6 (33.1)                           | 2.1 (35.8)                           | 3.4 (38.1)                           | 6.0 (42.8)                           | 8.9 (48.0)                           | 11.0 (51.8)                          | 10.9 (51.6)                          | 8.9 (48.0)                           | 6.2 (43.2)                           | 3.2 (37.8)                           | 0.9 (33.6)                           | 5.3 (41.5)                           |
| الهطول مم (إنش)                      | 94.1 (3.70)                          | 69.2 (2.72)                          | 75.2 (2.96)                          | 64.9 (2.56)                          | 61.0 (2.40)                          | 71.9 (2.83)                          | 72.3 (2.85)                          | 82.4 (3.24)                          | 80.8 (3.18)                          | 100.6 (3.96)                         | 98.1 (3.86)                          | 99.2 (3.91)                          | 969.8 (38.18)                        |
| متوسط أيام هطول الأمطار (≥ 1 mm)     | 14.2                                 | 11.1                                 | 12.5                                 | 10.9                                 | 10.5                                 | 10.7                                 | 10.7                                 | 11.5                                 | 10.9                                 | 13.6                                 | 14.3                                 | 13.7                                 | 144.5                                |
| ساعات سطوع الشمس الشهرية             | 49.4                                 | 70.5                                 | 101.9                                | 142.4                                | 182.8                                | 166.7                                | 175.6                                | 164.0                                | 126.7                                | 94.0                                 | 58.7                                 | 43.5                                 | 1٬376٫2                              |
| المصدر: Met Office                   |                                      |                                      |                                      |                                      |                                      |                                      |                                      |                                      |                                      |                                      |                                      |                                      |                                      |

## اللغات واللهجات

### الإنجليزية

#### اللهجات

كيفية لفظ حرف العلّة في كلمة sun في أنحاء إنجلترا. ينضوي شمال إنجلترا، وأجزاء من ميدلاندز، ضمن الحد اللهجوي /ʊ/.

جاءت اللغة الإنجليزية المحكية حاليًا في الشمال من خلال تفاعلات تاريخ المنطقة، وما تزال بعض اللهجات محافظة على سمات موروثة من اللغة النوردية القديمة واللغات الكلتية الجزيرية. تشمل اللهجات المحكية في الشمال الكمبرية (في كمبرلاند)، وجوردي (تينيسايد)، ولانكشاير (لانكشاير)، ومانكونيان (مانشستر)، ونورثمبريان (نورثمبرلاند ودرم)، وبيتماتيك (التي كانت شائعة في مجتمعات المناجم السابقة لنورثمبرلاند ومقاطعة درم)، وسكاوس (ليفربول) وتايك (يوركشاير). سعى علماء اللغويات إلى تحديد منطقة اللهجة الشمالية، بالمطابقة مع المنطقة الواقعة شمال الخط الذي يبدأ عند مصب نهر هامبر ويمتد حتى نهر وورف وعبر نهر اللون في شمال لانكشاير. تتوافق هذه المنطقة بشكل تقريبي مع الحيّز اللغوي للهجة نورثمبريا في الإنجليزية القديمة، على الرغم من شيوع العناصر اللغوية التي ميزت هذه المنطقة في الماضي حصرًا في أقاصي الأجزاء الشمالية من المنطقة؛ ومن أمثلة هذه العناصر يُذكر استخدام doon بدلًا من down واستعمال صوت ang في الكلمات التي تنتهي بـ long (كقولهم lang بدلًا من long). نظرًا لسيرورة تغير الكلام نفسه، لم يعد ثمة إجماع بخصوص ما يحدّد اللهجة أو اللكنة «الشمالية«.
لم تتأثر لهجات اللغة الإنجليزية الشمالية للتغير الصوتي TRAP – BATH، ومن السِمات اللهجوية الفريدة والشائعة التي تميز اللهجة الشمالية عن الجنوبية هي الاستخدام الشمالي للحرف الصوتي a القصير (المصوت الأمامي شبه المفتوح غير المدور) في كلمات مثل bath وcastle. على الحدود المقابلة للشمال، يمكن تمييز معظم لهجات اللغة الإنجليزية الشمالية عن اللهجات الاسكتلندية بكونها غير رائيّة، بالرغم من بقاء بعض لهجات لانكشاير رائية. ومن السمات الأخرى المشتركة للعديد من لهجات اللغة الإنجليزية الشمالية هي عدم وجود التقسيم بين FOOT – STRUT (لذا فإن put وputt هما اشتراك لفظي تلفظي)، وتقصير لفظ أداة التعريف the إلى صوت حنجري وقفي (عادةً ما يتم تمثيلها في الكتابة على أنها t' أو  أحيانًا th'  مع أنه غالبًا لا يُنطق على أنه صوت /t/) أو إسقاطه بالكامل، وقاعدة T-to-R التي تؤدي إلى نطق حرف t كحرف رائيّ ساكن في عبارات مثل get up (([ɡɛɹ ʊp].
ما تزال الضمائر القديمة thou وthee حاضرة في بعض اللهجات الإنجليزية الشمالية، على الرغم من أنها آخذة بالتلاشي خارج المناطق الريفية، والعديد من اللهجات لها ضمير جمع مخاطب غير رسمي: إما ye (شائع في الشمال الشرقي) أو yous (وهي منتشرة في المناطق بين المجتمعات الأيرلندية التاريخية). تستخدم العديد من اللهجات ضمير me في محل ضمير ملكية ("me car" أي «سيارتي») وبعضها يتعامل مع ضمير us بالمثل ("us cars" أي «سياراتنا»)، أو تستخدم ضمير wor البديل ("wor cars" أي «سياراتنا»). تُستخدم ضمائر الملكية أيضًا لتمييز أسماء الأقارب خلال الحديث (مثلًا، يُشار إلى أحد القريبات التي تُدعى Joan باسم"our Joan"  خلال المحادثة).
مع انتشار حركة التحضر، ظهرت لهجات حضرية مميزة تختلف بغالبها اختلافًا شديدًا عن اللهجات التاريخية للمناطق الريفية المجاورة، وتشترك أحيانًا ببعض سمات اللهجات الإنجليزية الجنوبية. تبقى اللهجات الإنجليزية الشمالية جزءًا جوهريًا من ثقافة المنطقة، وقد قادت رغبة المتحدثين في تأكيد هويتهم المحلية إلى تمايز أكثر للهجات مثل سكاوس وجوردي وانتشارًا أوسع لهما في المناطق المحيطة.

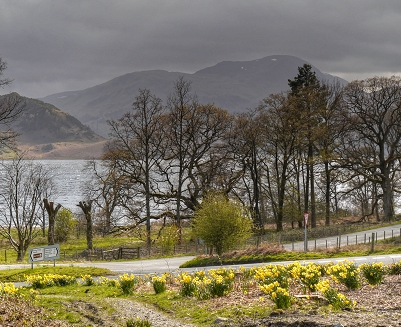
أزهار النرجس المميزة في ليك ديستركت والتي خلّدتها قصيدة الشاعر ووردزورث «تجولت وحيدًا كسحابة».

#### الأدب
تنعكس الجغرافيا المتنوعة لشمال إنجلترا في منتوجها الأدبي. فقد ألهمت المستنقعات والبحيرات أجيالًا من المؤلفين الرومانتيكيين: ولعل من أشهر الأمثلة عن الأعمال المستوحاة من تلكم العناصر الطبيعية هو شعر ويليام ووردزورث وروايات عائلة برونتي. ومن كلاسيكيات أدب الأطفال تُذكر أمثلة أطفال القطار (1906)، والحديقة السرية (1911)، وطيور السنونو والأمازونيات (1930) التي صورت تلك المشاهد الطبيعية البكر بوصفها عوالم زاخرة بالمغامرة وتجارب التحول، حيث يتسنى لأبطال تلك القصص الانعتاق من قيود المجتمع. وجد الشعراء المعاصرون مثل شاعر بلاط المملكة المتحدة تيد هيوز وسيمون آرميتاج وجدا مصدرًا للإلهام في الريف الشمالي، حيث كتبوا أعمالًا تستقي مادتها من أصوات وإيقاعات اللهجات الإنجليزية الشمالية.
وفي الآن ذاته، مهدت المدن الصناعية والعمرانية في الشمال السبيل أمام ظهور العديد من روائع الواقعية الاجتماعية. كانت إليزابيث جاسكل الأولى في سلسلة من كاتبات الشمال الواقعيات والتي ضمت لاحقًا كاتبات مثل وينفريد هولتبي، وكاترين كوكسن، وبيريل بينبريدج، وجانيت وينترسون. كان العديد من «الشباب الغاضبون» في أدب ما بعد الحرب من كتاب الشمال، وعُمد إلى تصوير حياة الطبقة العاملة في مواجهة تقليص النشاط الصناعي روايات مثل غرفة في الأعلى (1959)، وبيلي الكاذب (1959)، وحياة رياضية (1960)، وعوسقٌ للمحتال (1968).

### لغات أخرى
لا توجد في شمال إنجلترا لغات أقليات معترف بها، بالرغم من سعي حملات رابطة نورثمبريا للغات بالدفع نحو الاعتراف بلهجة نورثمبريا بوصفها لغة منفصلة. من المحتمل أن آثار اللغات البريثونية الكلتية المنقرضة حاليًا ما زالت ملحوظة في بعض المناطق الريفية في أنظمة عدّ الخراف يان-تان-تيثيرا التي يستخدمها الرعاة عادة.
أدى الاختلاط بين اللغة الإنجليزية ولغات المهاجرين إلى ظهور لهجات ولكنات جديدة. فمثلًا، تختلف اللغة الإنجليزية التي يتحدث بها البولنديون في مانشستر عن اللغة الإنجليزية المعيارية باللكنة البولندية وعن اللهجة المانكونية. على المستوى المحلي، فإن تنوع جاليات المهاجرين أدى إلى تجذر بعض اللغات ضمن المدن الشمالية وهي لغات يندر وجودها في باقي البلاد: تضم برادفورد مثلًا أكبر نسبة من المتحدثين بالباشتو، في حين تحوي مانشستر معظم المتحدثين باللغة الصينية الكانتونية.

## التاريخ

### الشمال في عصور ما قبل التاريخ

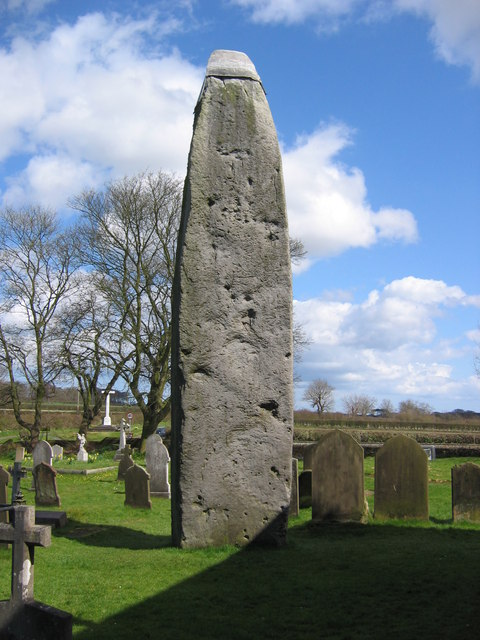
عمود رادستون، من العصر الحجري الحديث أو بواكير العصر البرونزي، وهو أطول نصب صخري في بريطانيا العظمى.

خلال العصور الجليدية، غُمر شمال إنجلترا بطبقات جليدية، ولم يسلم سوى القليل من الأدلة على الاستيطان فيه –ومردّ ذلك إما لأن المناخ جعل المنطقة غير صالحة للسكن، أو بسبب إتلاف الجليد معظم الأدلة على النشاط البشري. عُثر على عينات رسوم الكهوف أقصى شمالي أوروبا في كريسويل كراجز شمالي ديربيشاير، بالقرب من شيفيلد المعاصرة، وتُظهر إشارات على استيطان النياندرتال للمنطقة منذ 50 إلى 60 ألف سنة مضت، ودلائل على استيطان بشري أحدث يُعرف باسم حضارة كريسويل يعود تاريخها إلى 12,000 سنة تقريبًا. يُظهر كهف كيركويل في آليثويت السفلى، وكمبريا أدلة على حضارة فيديرميسر من العصر الحجري القديم، وتاريخ استيطان منذ ما يقارب 13,400 إلى 12,800 سنة.
يبدو أن الاستيطان الهام قد بدأ في العصر الحجري المتوسط، وعمومًا يُعتبر موقع ستار كار في شمال يوركشاير أهم أثر باقٍ من تلك الحقبة. يضم موقع ستار كار أقدم منزل تاريخي معروف في بريطانيا، بتاريخ يعود إلى ما يقارب 9000 سنة قبل الميلاد، وأول دليل على النجارة على شكل جذع شجرة منحوت من 11000 سنة قبل الميلاد.
في العصر البرونزي استُوطنت واستُزرعت لنكولنشاير ويوركشاير وولدز حول مصب نهر هامبر، وفي العام 1937 بالقرب من هال، اكتُشفت القوارب المخيطة –وهي واحدة من أفضل الاكتشافات المحفوظة من ذلك العصر. في المناطق ذات الطابع الجبلي الأبرز في بيك ديستركت، كانت قمم التلال هي مواقع الاستيطان الرئيسية في العصر البرونزي وعلى الأرجح كان السكان المحليون رعاة يربون الماشية.

### العصر الحديدي وحقبة الرومان

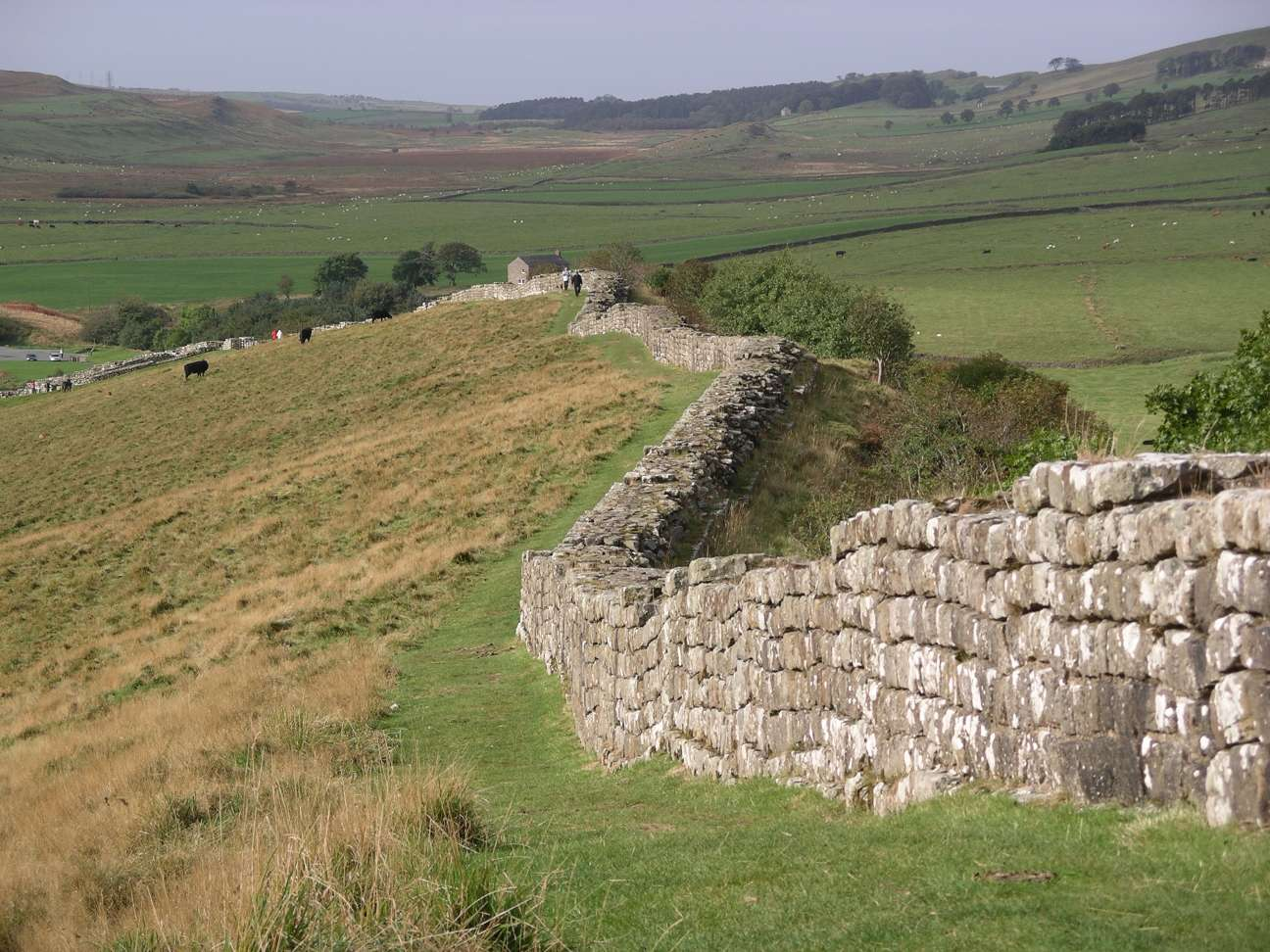
سور هارديان، أحد أشهر آثار الرومان في شمال إنجلترا، ويعد الآن موقعًا للتراث العالمي

تطلق الروايات التأريخية الرومانية على القبيلة الكلتية التي استوطنت غالبية شمال إنجلترا اسم بريجانتس، والذي يعني على الأرجح «ساكني المرتفعات». ثمة خلاف فيما إذا كان البريجانتس مجموعة موحدة أو اتحادًا عريضًا للقبائل القاطنة حول سلسلة البيناينز، ولكن يظهر تبنّي الاسم لدى سكان المنطقة، والتي كان الرومان يعرفونها باسم بريجانتيا. ومن القبائل الأخرى المذكورة في التواريخ القديمة، والتي ربما كانت جزءًا من البريجانتس أو أممًا منفصلة، هم الكارفيتي في كمبريا المعاصرة، والباريزي في شرق يوركشاير.
تحالف البيرجانتس مع الإمبراطورية الرومانية خلال الغزو الروماني لبريطانيا: ذكر تاسيتس في تأريخه أنهم سلموا زعيم المقاومة كاراتاكوس إلى الإمبراطورية في العام 51. جعلت الصراعات السلطوية ضمن البريجانتس الرومان متحفظين تجاههم، وتعرضوا للغزو في حرب شنها في السبعينيات الحاكم الروماني كوينتس بيتيليوس سيرياليس. أسس الرومان مقاطعة «بريتانيا السفلى» في الشمال، وأُديرت من مدينة إيبوراكوم (يورك المعاصرة). كانت إيبوراكوم وديفا فيكتريكس (تشيستر المعاصرة) هما القاعدتان الرئيسيتان للفيالق الرومانية في المنطقة، إضافة إلى قواعد حصينة أصغر حجمًا مثل ماموسيوم (مانشستر) وكاتاراكتونيوم (كاتريك). امتدت بريتانيا السفلى شمالًا حتى سور هارديان، والذي كان أقصى حد شمالي للإمبراطورية الرومانية. رغم غزو الرومان لما يُعرف اليوم باسم نوثرمبرلاند وجزءًا من اسكتلندا بعدها، فلم يحالفهم النجاح قط في إخضاع المناطق البريطانية الواقعة وراء نهر تاين.

بريطانيا العظمى في 878:
نورثمبريا
أنجلوسكسونيون آخرون
مناطق القانون الدانمركي
كلت

### الأنجلو-ساكسون والفايكينج
بعد نهاية الحكم الروماني في بريطانيا ووصول شعب الأنجل، انقسم الشمال القديم إلى ممالك متصارعة: برنيسيا، وديرا، وريغيد، وإيلميت. شملت مملكة بيرنيسيا الأراضي الواقعة شمال تيز، في حين انطبقت حدود ديرا تقريبًا على النصف الشرقي من يوركشاير المعاصرة، ووقعت مملكة ريغيد على أراضي كمبريا، ووجدت مملكة إلميت على النصف الغربي من يوركشاير. في البداية اندمجت بيرنيسيا وديرا تحت اسم نورثمبريا على يد إيثيلفريث ملك بيرنيسيا الذي احتل ديرا حوالي العام 604. وبعد ذلك شهدت نورثمبريا عصرًا ذهبيًا في النشاط الثقافي، والعلمي، والرهباني، والذي تركز في ليندسفارن وأسهم فيه رهبان أيرلنديون. يحتفظ شمال غرب إنجلترا ببقايا ثقافة كلتية، وكان له لغته الكلتية الخاصة، الكمبرية، التي كانت محكية في الغالب في كمبريا حتى القرن الثاني عشر تقريبًا.
خلال عصر الفايكنج، خضعت مناطق في شمال وشرق إنجلترا للسيطرة الدنماركية (القانون الدانمركي)، لكن بقي الجزء الشمالي من مملكة نورثمبريا الأنجلو ساكسونية القديمة بقي تحت السيطرة الأنجلو سكسونية. في ظل حكم الفايكنج، تعرضت الأديرة إلى تدمير على نطاق واسع، ويُشير اكتشاف المرفقات الجنائزية في مقابر الكنائس الشمالية إلى حلول طقوس الدفن الإسكندنافية محل الطقوس المسيحية لفترة من الزمن. تبقى آثار سيطرة الفايكنج على أجزاء معينة، لا سيما حول يوركشاير، ظاهرة في أصول العديد من أسماء المناطق، مثلًا: ثورب في أسماء المدن مثل كليثوربس وسكونثورب، وكيرك في كيركليس، وأورمسكيرك، وبي في ويتبي وجريمسبي، والتي لجميعها جذور لغوية نوردية.

### غزو النورمان والقرون الوسطى

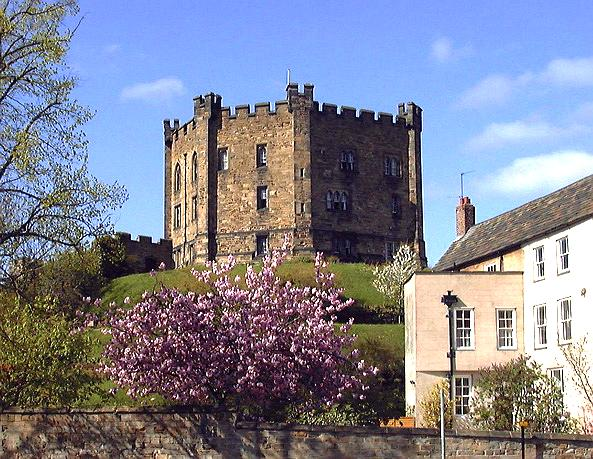
قلعة درم، يتمثل نصف موقع التراث العالمي في درم في رمز سلطة النورمان في الشمال.

مثلت هزيمة الملك النرويجي هارالد الثالث في العام 1066 أمام الأنجلو ساكسوني هارولد جودوينسون في معركة ستامفورد بريدج بالقرب من يورك بداية نهاية حكم الفايكنج في إنجلترا. وبدورها جاءت هزيمة جودوينسون التي تلت ذلك أمام ملك النورمان ويليام الفاتح في معركة هاستينجز عنت إنهاء النظام الأنجلو ساكسوني. قاومت الأرستقراطية النورثمبرية والدنماركية غزو النورمان، ولإنهاء حركة التمرد، أمر ويليام بشنّ حملات لإخضاع الشمال. في شتاء الأعوام 1069– 1070، تعرضت المدن، والقرى، والمزارع للتدمير المنهجي في معظم أرجاء يوركشاير وشمال لانكشاير ومقاطعة درم. عصفت المجاعة بالمنطقة، وهُجرت أجزاء شاسعة من شمال إنجلترا. أشارت تقارير مؤرخي ذلك الزمان إلى مئة ألف حالة وفاة –وتشير التقديرات المعاصرة إلى أن إجمالي الوفيات يصل إلى عشرات الآلاف، من أًصل مليوني نسمة. عندما جُمع كتاب وينشستر في العام 1086، سجّل الكثير من شمال إنجلترا على أنه أرض قاحلة، وقد يُعزى ذلك جزئيًا لإيلاء المؤرخين حينئد جلّ اهتماهم بالأراضي الزراعية الإقطاعية، ولم يولوا اهتمامًا كبيرًا بالمناطق الرعوية.

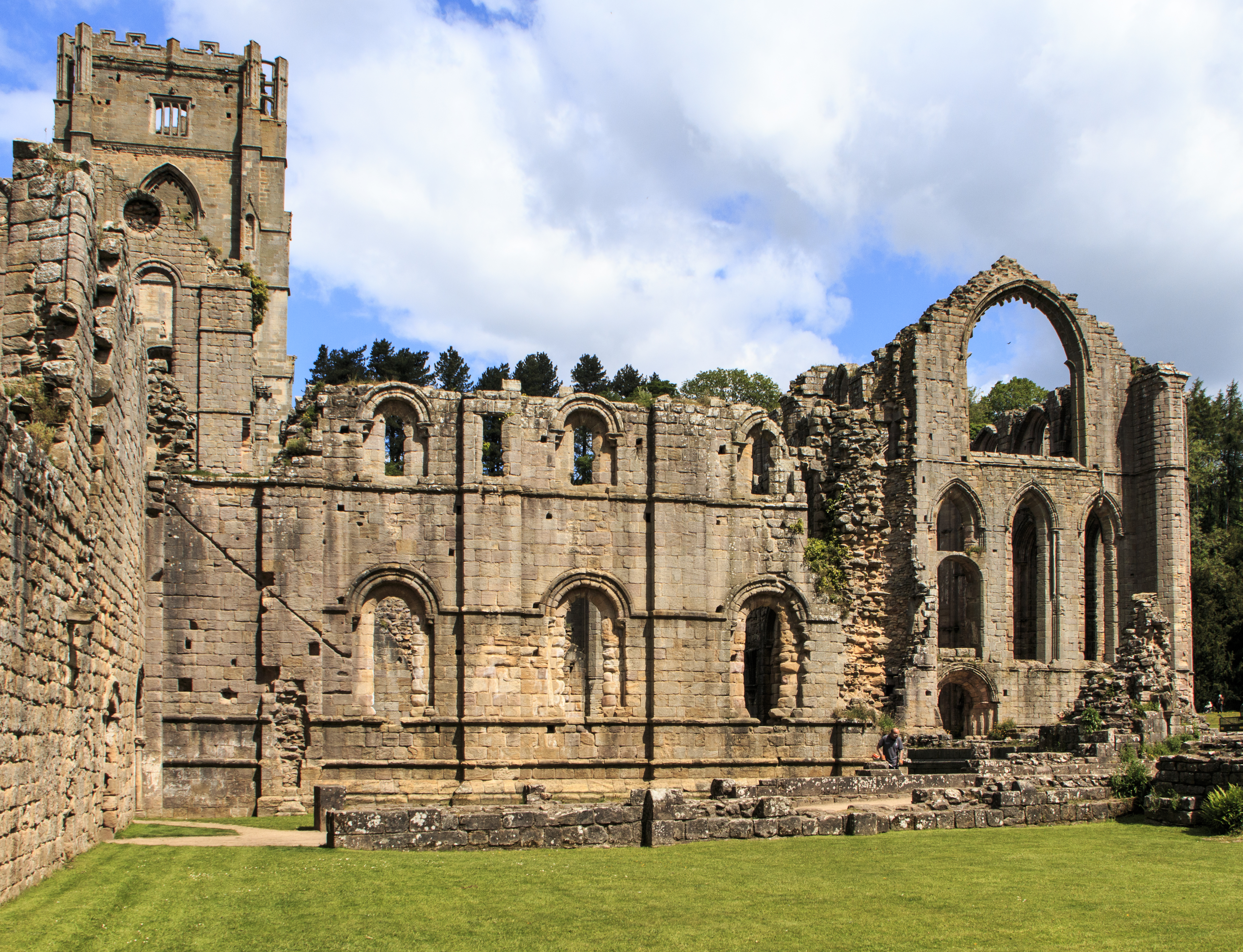
آثار دير النوافير، وهي الآن موقع تراث عالمي.

بعد غزو النورمان، ظهرت الأديرة في الشمال ثانية إثر سعي المبشرين إلى «تأهيل الصحراء». اضطلعت الطوائف الرهبانية مثل السيسترسية بأدوار مهمة في اقتصاد شمال إنجلترا –أصبح  دير النوافير السيسترسي في شمال يوركشاير أكبر وأغنى أديرة الشمال، وظل على ذلك الحال حتى جاء حل الأديرة. ثمة أديرة سيسترسية أخرى في ريفو، وكيركستول، وبايلاند. كان دير ويتبي ذي التاريخ الممتد إلى القرن السابع الميلادي تابعًا للرهبنة البندكتية، في حين كان دير بولتون تابعًا للرهبنة الأوغسطينية. تبع غزو النورمان موجة هجرة فلمنكية كبيرة، والتي من المحتمل أنها استوطنت في الكثير من المناطق المهجورة في كمبريا، والتي كانت مستمرة لدرجة أن بلدة بيفرلي في إيست رايدينج أوف يوركشاير كانت ما تزال تضم جيبًا عرقيًا في القرن الثالث عشر كان يُسمى فليمنجيت.
خلال فترة الحرب اللاسلطوية، غزت اسكتلندا شمال إنجلترا وبسطت سيطرتها على جزء كبير من الأراضي الواقعة شمال نهر تيز. وبموجب معاهدة درم للسلام في 1139 التي تلت ذلك، عُين الأمير الاسكتنلدي إيرلًا لنورثمبرلاند واحتفظ بسيطرته على مقاطعات كمبرلاند، وويستمورلاند، ونورثمبريا، وجزء من لانكشاير. عادت تلك المناطق إلى السيطرة الإنجليزية في العام 1157، وهو ما أدى إلى إنشاء معظم الحدود المعاصرة بين إنجلترا واسكتلندا. كما شهدت المنطقة أيضًا أعمال عنف خلال الغارة الكبرى في العام 1322 عندما غزا روبرت الأول ملك اسكتلندا ونهب شمال إنجلترا بأكمله. تُذكر أيضًا حروب الوردتين، بما فيها معركة ويكفيلد الحاسمة، رغم أن المفهوم الحديث للحرب بوصفها صراعًا بين لانكشاير ويوركشاير ينطوي على مفارقة تاريخية –فقد جنّدت أسرة لانكاستر المقاتلين من جميع أنحاء شمال إنجلترا، بما في ذلك يوركشاير، بينما جلبت أسرة يورك معظم مقاتليها من جنوب إنجلترا، وويلز، وأيرلندا. ألقت الحروب الأنجلو-اسكتلندية أيضًا بظلالها على المنطقة، وفي 400 عام فحسب، تغيرت الجهة المسيطرة على مدينة بيريك أبون تويد –الواقعة حاليًا أقصى شمال إنجلترا– أكثر من مرة. كما نجم عن الحروب استيطان الآلاف من الأسكتلنديين جنوب الحدود، وبشكل أخص في المقاطعات الحدودية ويوركشاير.

### الحقبة الحديثة المبكرة
على إثر الإصلاح الإنجليزي، شهد الشمال عدة انتفاضات كاثوليكية، بما فيها انتفاضة حركة مهاجري الرحمة، وتمرد بيغود في كمبرلاند وويستمورلاند، وأضخمها انتفاضة حركة مهاجري الرحمة في يوركشاير، والتي كانت كلها ضد الملك هنري الثامن. كما واجهت ابنته إليزابيث الأولى تمردًا كاثوليكيًا، وهو تمرد الشمال. ولاحقًا أصبحت المنطقة مركزًا للعصاة الكاثوليك الإنجليز إذ رفضت العائلات الكاثوليكية البارزة في كمبريا، ولانكشاير، ويوركشاير التحول إلى البروتستانتية. فُرضت السلطة الملكية على المنطقة من خلال مجلس الشمال في قصر الملك في يورك، والذي أسسه الملك ريتشارد الثالث في العام 1484. وُجد المجلس لفترات متقطعة خلال القرنين التاليين –وأُسس شكله النهائي في أعقاب حركة مهاجري الرحمة وكان في أصله مؤسسة لفرض النظام وإقامة العدالة.
مثّل شمال إنجلترا نقطة محورية في سير القتال خلال حروب الممالك الثلاث. غزت اسكتلندا المقاطعات الحدودية خلال حرب الأساقفة الثانية، وبموجب معاهدة ريبون للعام 1640 أُجبر الملك تشارلز الأول على التنازل مؤقتًا عن نورثمبرلاند ومقاطعة درم للاسكتلنديين والدفع مقابل الاحتفاظ بالجيوش الاسكتلندية فيها. لجمع الأموال الكافية والتصديق على معاهدة السلام النهائية، توجب على تشارلز أن ينادي بانعقاد ما أصبح لاحقًا يُعرف باسم البرلمان الطويل، فبدأت بذلك العملية التي قادت إلى الحرب الأهلية الإنجليزية الأولى. في العام 1641، حلّ البرلمان الطويل مجلس الشمال بسبب التجاوزات الملحوظة خلال فترة ريتشارد المعروفة باسم الحكم الشخصي. مع اندلاع الحرب في العام 1642، كان تشارلز قد نقل بلاطه الملكي بالكامل إلى يورك، وغدا شمال إنجلترا قاعدة رئيسية لقوات أنصار الملكية حتى انكسارهم في معركة مارستون مور.

### الثورة الصناعية

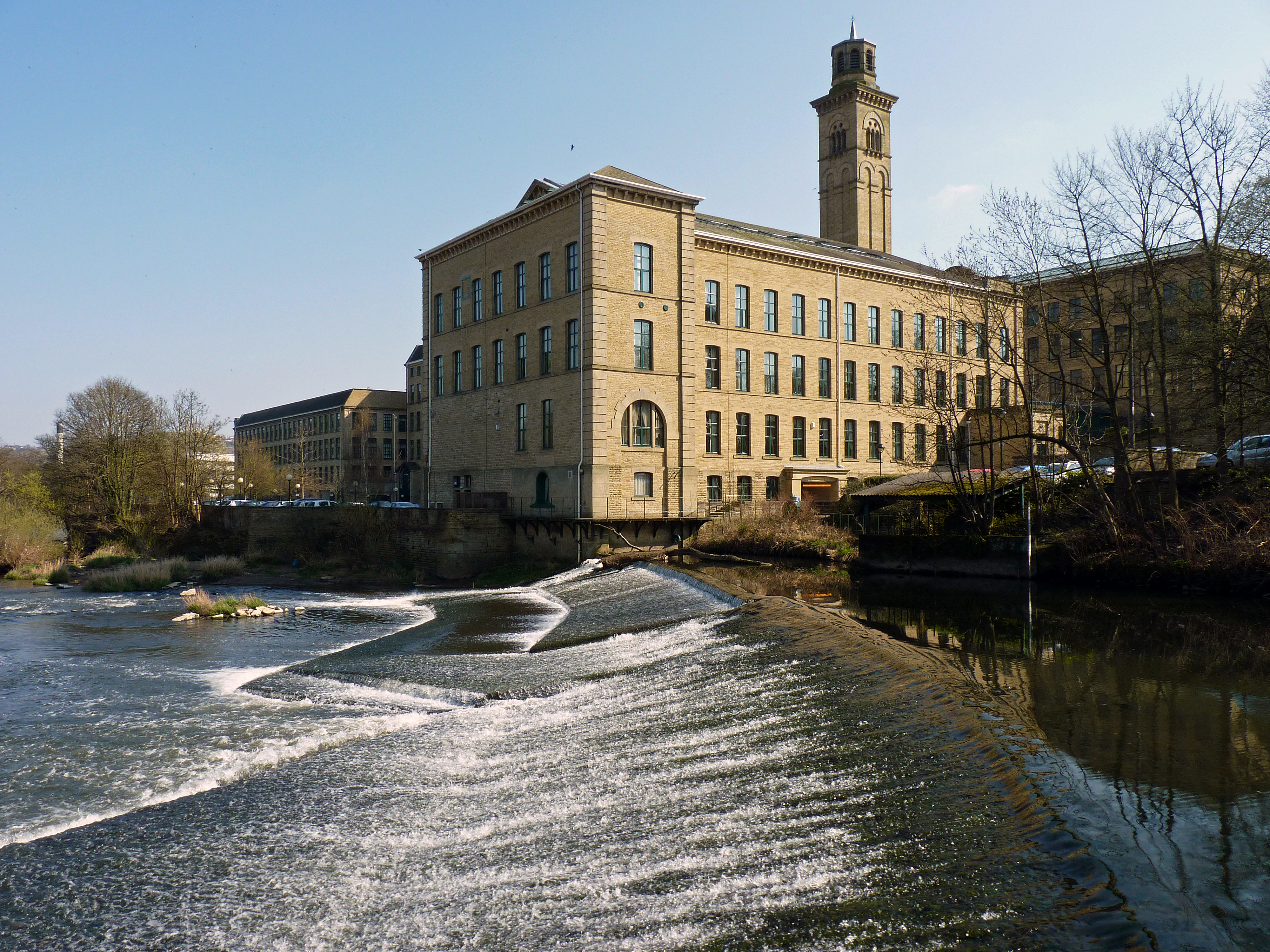
سولتس ميل في سالتير، شرق يوركشاير، وهي واحدة مِن موقعيّ التراث الصناعي العالمي في الشمال.

مع بداية الثورة الصناعية، تميز شمال إنجلترا بوفرة الفحم والطاقة المائية، في حين كانت الزراعة السيئة في المرتفعات مرادفة لرُخص العمالة في المنطقة. أخذت عمليات التعدين والطحن تنتشر على نطاق واسع وتكتسب صفة المركزية، وقد مارستها قبل ذلك الأجيال المتعاقبة في المنطقة على نطاق ضيق. يُعزى ازدهار صناعة الغزل والنسيج أحيانًا إلى رطوبة المناخ وطبيعة ماء اليسر الذي يسهل غسل الألياف ومعالجتها، رغم عدم وجود مصدر واحد محدد يُنسب إليه نجاح مصانع النسيج الشمالية. سهّل توفر الفحم واكتشاف ترسبات حديد هائلة في كمبريا وكليفلاند سهّل صناعة الحديد، ومع اختراع طريقة بسمر، ترسخ إنتاج الصلب في المنطقة. من ناحية أخرى أدى الفولاذ عالي الجودة إلى تغذية أحواض بناء السفن التي أُنشئت على طول السواحل، وخاصة في تينيسايد، وفي بارو-إن-فيرنيس.

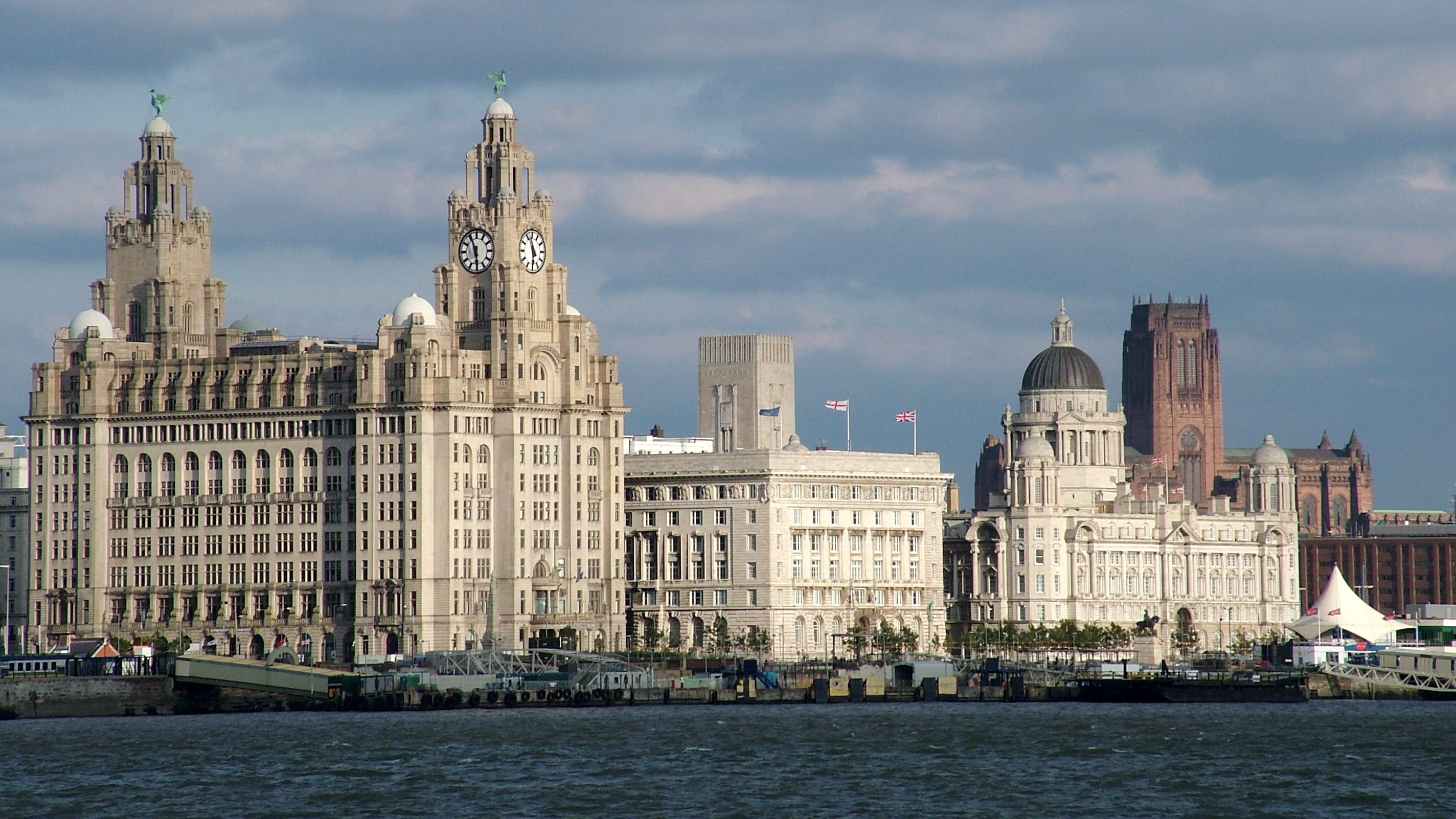
استقبلت بير هيد المهاجرين من كافة أرجاء العالم، وهي الآن جزء من مدينة ليفربول البحرية التجارية وموقع تراث عالمي.

في أربعينيات القرن التاسع عشر، دفعت مجاعة أيرلندا الكبرى بالمهاجرين عبر البحر الأيرلندي، واستقر العديد منهم في المدن الصناعية في الشمال، وخاصة مانشستر وليفربول –وفقًا للإحصاء السكاني للعام1851، فقد كان 13% من سكان مانشستر وسالفورد مولودون في أيرلندا، وبلغت النسبة 22% في ليفربول. وفي ردة فعل على ذلك، اندلعت موجة من أعمال الشغب المعادية للكاثوليكية، وانتشرت جماعة الأورانج البروتستانتية في جميع أنحاء شمال إنجلترا، وخصوصًا في لانكشاير، وفي أماكن أخرى من الشمال. بحلول العام 1881 كان هناك 374 منظمة أورانج في لانكشاير و71 في الشمال الشرقي و42 في يوركشاير. شهد شمال إنجلترا هجرة من الدول الأوروبية مثل ألمانيا، وإيطاليا، وبولندا، وروسيا، والدول الإسكندنافية.
من بين المهاجرين كان ثمة صناعيين أثرياء سعوا إلى ممارسة الأعمال التجارية في المدن الصناعية المزدهرة، وكان بعضهم فارًا من الفقر، وكان بعضهم الآخر خدمًا أو عبيدًا، وكان آخرون بحارة قرروا الاستقرار في المدن الساحلية، وكان بعضهم يهودًا فارين من أعمال بوغروم (المذابح) في القارة الأوروبية. وكان بعضهم من المهاجرين الذين علِقوا في ليفربول بعد فشلهم باللحاق بالسفن المتجهة إلى الولايات المتحدة أو إلى مستعمرات الإمبراطورية البريطانية. في الآن ذاته، هاجر مئات الآلاف من المناطق الريفية المحرومة في الشمال، واتجهوا على نحو رئيسي إلى الولايات المتحدة، وكندا، وجنوب إفريقيا، وأستراليا، ونيوزيلندا.

### الاستغناء عن الصناعة والتاريخ المعاصر

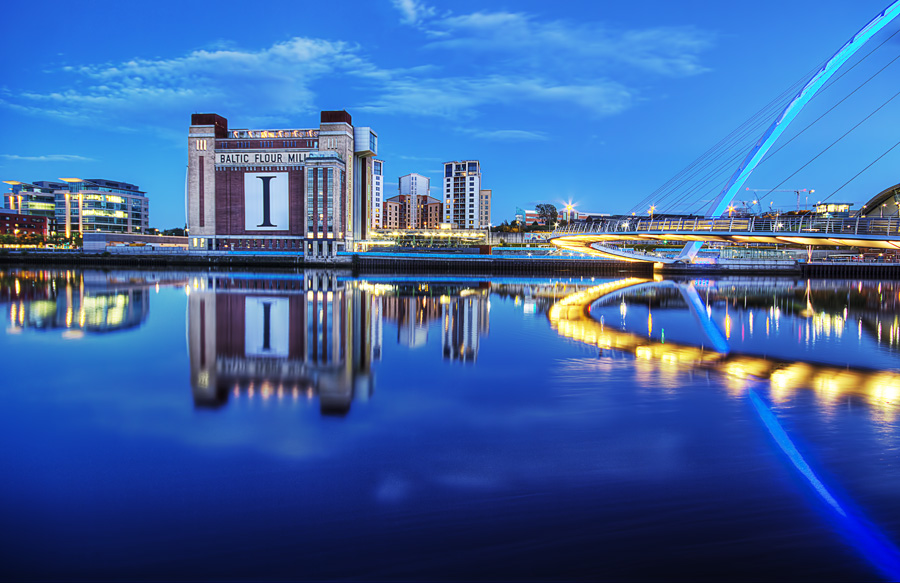
يُعتبر مركز بولتك للفن المعاصر رمزًا لتجديد غيتسهيد، وقد كان سابقًا بناء صناعيًا.

شكّلت الحرب العالمية الأولى نقطة تحول بالنسبة لاقتصاد شمال إنجلترا. ففي سنوات ما بين الحربين العالميتين، تفوّق اقتصاد الشمال على اقتصاد الجنوب –في فترة الأعوام 1913-1914، كانت البطالة في «بريطانيا الخارجية» (أي الشمال، بالإضافة إلى اسكتلندا وويلز) 2.6%، بينما كان المعدل في جنوب إنجلترا ضعف ذلك بنسبة 5.5%، ولكن في العام 1937 خلال فترة الكساد الكبير، بلغ معدل البطالة في بريطانيا الخارجية 16.1%، في حين كان المعدل الجنوبي أقل من نصف ذلك، 7.1%. أفضت حالة الاقتصاد المتدهورة والبطالة في فترة ما بين الحربين إلى سلسلة اضطرابات الاجتماعية في المنطقة، ومن ذلك الإضراب العام في العام 1926 ومسيرة جارو. أظهر الكساد الكبير هشاشة الاقتصاد المتخصص لشمال إنجلترا: فمع تراجع التجارة العالمية، انخفض الطلب على السفن والصلب، والفحم، والمنسوجات. في الغالب، كانت المصانع الشمالية ما تزال توظف تقنيات القرن التاسع عشر، ولم تستطع مواكبة أوجه التقدم الحاصلة في مجال صناعات مثل المحركات، والمواد الكيماوية، والأجهزة الكهربائية، في حين أدى توسع الشبكة الكهربائية إلى تجريد الشمال من تفوّقه في مزايا توليد الطاقة، وأدى إلى أن يصبح بناء المصانع الجديدة في ميدلاندز أو الجنوب أكثر توفيرًا منه في الشمال.
جعل تركز الصناعات في شمال إنجلترا المنطقة هدفًا رئيسيًا لهجمات اللوفتفافه (سلاح الجو الألماني النازي) خلال الحرب العالمية الثانية. نجم عن حملة قصف بليتس في الأعوام 1940-1941 غارات مكثفة على بارو-إن-فورنيس، وهال، وليدز، ومانشستر، ومرزيسايد، ونيوكاسل، وشيفيلد، ما أسفر عنه مقتل الآلاف وإلحاق أضرار جسيمة بالمدن. تعرضت ليفربول، بشكل خاص لقصف مكثف، كونها ميناء حيويًا للإمدادات القادمة من أمريكا الشمالية –وقد  كانت المدينة الأكثر تعرضًا للقصف في المملكة المتحدة بعد لندن، إذ قُتل حوالي 4000 شخص في كافة أرجاء مقاطعة مرزيسايد ودُمر معظم مركز المدينة. تغيرت ملامح المدن الشمالية إثر حملات إعادة البناء التي تلت الحرب، ومن ذلك إزالة الإسكان العشوائي التي شهدت هدم وإعادة بناء أحياء بأسرها. كما أسهمت موجة الهجرة من «الكومنولث الجديد» ابتداء من خمسينيات القرن الماضي في إعادة صياغة شمال إنجلترا تارة أخرى، وخاصة الهجرة من باكستان وبنغلاديش، ويوجد الآن جاليات كبيرة من شبه القارة الهندية في بلدات ومدن مثل برادفورد، وليدز، وبرستون، وشيفيلد.
تواصل اتجاه الاستغناء عن الصناعة وما رافقها من ازدياد في نسبة البطالة تدريجيًا خلال السبعينيات من القرن الماضي، كما تسارعت وتيرتها في عهد حكومة مارغريت تاتشر، التي قررت عدم تشجيع حركة النمو في الشمال إذا خلّفت تأثيرًا سلبيًا على تطور الجنوب. وشهدت تلك الحقبة إضراب عمال المناجم البريطانية في الأعوام 1984 و1985، مما خلق صعوبات واجهتها العديد من بلدات التعدين الشمالية. دخلت مجالس المقاطعات الحضرية الشمالية، والتي كان معظمهما معاقل شعبية لحزب العمال وذات قيادات يسارية صلبة (مثل مجلس ليفربول الذي يهيمن عليها اليساريون المتشددون وما كان يُسمى «جمهورية ساوث يوركشاير الشعبية»)، دخلت في صراعات شهيرة مع الحكومة المركزية. رسّخ الوعي المتزايد بالانقسام بين الشمال والجنوب التمايز في الهوية الإنجليزية الشمالية، والتي ما تزال حاضرة بشدة حتى يومنا هذا، بالرغم من حركة التجديد في بعض المدن الكبرى.
عصفت بالمنطقة عدة هجمات للجيش الجمهوري الأيرلندي أثناء حقبة المشاكل، ومن ذلك تفجير الحافلة M62، وتفجيرات وارينغتون، وتفجيرات مانشستر في الأعوام 1992 و1996. كان حدث العام 1996 أكبر تفجير في بريطانيا العظمى منذ نهاية الحرب العالمية الثانية، وألحق أضرارًا بمركز مدينة مانشستر أو دمر معظمها. أدى الهجوم إلى إعادة بناء وتحديث البنية التحتية المتهالكة لمانشستر، مما شجع على تجديد المدينة وجعلها نموذجًا رائدًا لحركة إعادة التطوير في حقبة ما بعد الصناعة، وحذت حذوها مدن أخرى في باقي المنطقة وخارجها.

## الخصائص السكانية

وفقًا لإحصاء العام 2011، كان ربع سكان المملكة المتحدة تقريبًا يعيشون في شمال إنجلترا.
شمال انجلترا
مناطق إنجليزية أخرى
أقاليم إنجليزية أخرى

وفقًا للإحصاء السكاني للعام 2011، فقد بلغ عدد سكان شمال إنجلترا14,933,000  –بزيادة بلغت 5.1% عن العام 2001 –في 6,364,000 أسرة. وهو ما يعني أن أهل الشمال يشكلون نسبة 28% من سكان إنجلترا، و24% من سكان المملكة المتحدة. وبصفة عامة، فإن 8% من سكان شمال إنجلترا هم من مواليد الخارج (3% من الاتحاد الأوروبي، بما في ذلك أيرلندا و5% من أماكن أخرى)، وهي نسبة أقل كثيرًا من متوسط إنجلترا وويلز البالغ 13%، وعرّفت نسبة 5% جنسيتهم بكونها خلاف هوية المملكة المتحدة أو الأيرلندية.
وصف 90.5% من السكان أنفسهم بأنهم من البيض، مقارنة بنسبة متوسط إنجلترا وويلز البالغة 85.9%؛ تشمل الأعراق الأخرى الممثلة في الإحصاء، الباكستانية (2.9%)، والهندية (1.3%)، والسود (1.3%)، والصينية (0.6%)، والبنغلاديشية (0.5%). لا تُظهر المتوسطات الإجمالية التباين الشديد داخل المنطقة: فقد كان في آليديل، وريدكار وكليفلاند نسب مئوية أكبر من السكان الذين يصفون أنفسهم بأنهم بريطانيون بيض (97.6% في كل منهما)، وتلك نسبة أعلى من أي منطقة أخرى في إنجلترا وويلز، بينما سجلت النسبة في مانشستر (66.5%)، وفي برادفورد (67.4%)، وبلاكبيرن مع داروين (69.1%) الأدنى بين نسب البريطانيين البيض خارج لندن.

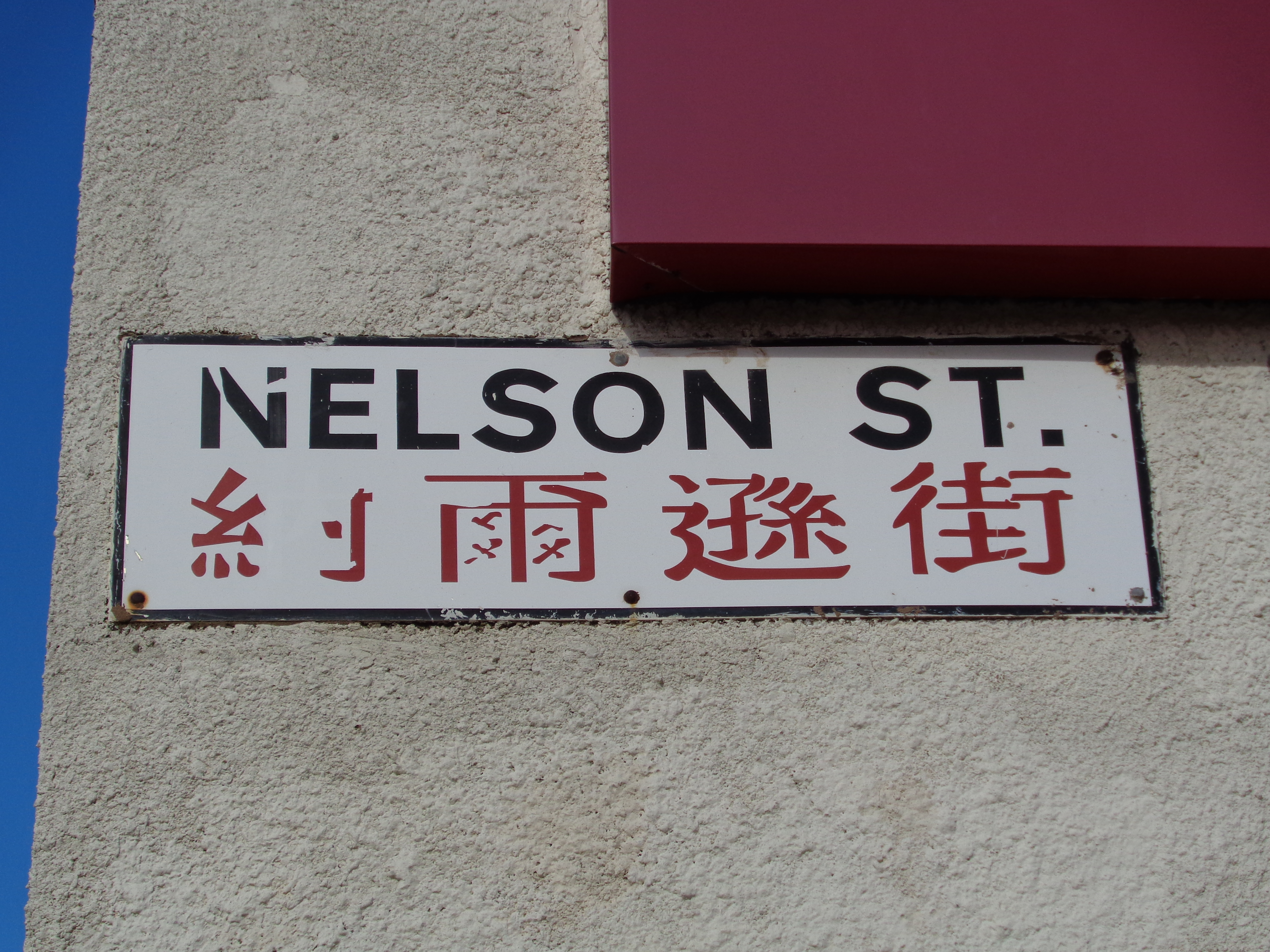
لافتة ثنائية اللغة إنجليزية/صينية في الحي الصيني بليفربول

### اللغات
تتحدث نسبة 95% من سكان الشمال بالإنجليزية كلغة أولى –مقارنة بمتوسط 92% في إنجلترا وويلز –و تتحدث نسبة 4% الإنجليزية كلغة ثانية بشكل جيد أو جيد جدًا. أما نسبة 5% من السكان الذين لديهم لغاتهم الأصلية الأخرى، فهم في الأساس من المتحدثين باللغات الأوروبية أو لغات جنوب آسيا. وفقًا لإحصاء العام 2011، فقد كانت أوسع اللغات انتشارًا بعد اللغة الإنجليزية هي البولندية (التي يتحدث بها 0.7% من السكان)، والأوردو (0.6%)، والبنجابية (0.5%). وتتحدث نسبة 0.4% من السكان لهجة صينية ما: وهي نسبة توزّع مشابهة للنسبة على مستوى إنجلترا بأسرها. توجد في ريدكار وكليفلاند أكبر نسبة من السكان الذين يتحدثون الإنجليزية كلغة أولى في إنجلترا، بنسبة تبلغ 99.3%.

### الدين
وفقًا لإحصاء السكان في العام 2011، سُجّل لدى الشمال الشرقي والشمال الغربي أعظم نسبة من المسيحيين في إنجلترا وويلز: 67.5% و67.3% على التوالي (بينما كانت النسبة في يوركشاير وهامبر أدنى، 59.5%). ضمت كل من يوركشاير وهامبر والشمال الغربي عددًا كبيرًا من المسلمين –6.2% و5.1 % على التوالي– بينما شكّل المسلمون في الشمال الشرقي نسبة 1.8% من السكان. شكلت الديانات الأخرى مجتمعة نسبة أقل من 2% لدى السكان في جميع المناطق.
انتقدت الجمعية الإنسانية البريطانية سؤال الإحصاء السكاني بخصوص الدين باعتباره سؤالًا استدراجيًا، وتميل الدراسات الاستقصائية الأخرى المتعلقة بالأديان إلى الوصول لنتائج مختلفة تمامًا. وجد مسح الانتخابات البريطاني للعام 2015 أن 52% من الشماليين اعتبروا أنفسهم مسيحيون (22% أنجليكان، 14% مسيحيون لا طائفيون، 12% روم كاثوليك، 2% ميثوديون، و2% طوائف مسيحية أخرى)، و40% لا دينيون، و5% مسلمون، و1% هندوس، و1% يهود.

متوسط العمر المتوقع عند الولادة في إنجلترا وويلز 2012 إلى 2014. تشير الألوان الأفتح إلى متوسط عمر متوقع أطول.

### الصحة
يتجلى أحد أهم المظاهر الرئيسية للفجوة بين الشمال والجنوب في إحصاءات الصحة ومتوسط العمر المتوقع. ففي جميع الأقاليم الإحصائية الثلاثة لشمال إنجلترا يقل معدّل متوسط العمر المتوقع وترتفع معدلات الإصابة بالسرطان، والأمراض القلبية الوعائية، والأمراض التنفسية. لدى بلاكبول أدنى متوسط عمر متوقع عند الولادة في إنجلترا بأسرها –إذ سُجّل متوسط العمر المتوقع للذكور عند الولادة بين عامي 2012 و2014 74.7 سنة، مقابل معدل وسطي على مستوى إنجلترا يبلغ 79.5 سنة –وكانت غالبية المقاطعات الإنجليزية الخمسين في أسفل قائمة متوسط متوقع العمر في الشمال الشرقي أو الشمال الغربي. وبالرغم من ذلك، يظهر أن الاختلافات الإقليمية تتناقص ببطء: بين الأعوام 1991 و1993 و2012-2014، ارتفع متوسط العمر المتوقع في الشمال الشرقي بمقدار 6.0 سنوات، وفي الشمال الغربي بمقدار 5.8 سنوات، وهي الزيادات الأسرع في أي منطقة سوى لندن، والآن أصبحت الفجوة بين متوسط العمر المتوقع في الشمال الشرقي والجنوب الشرقي 2.5 سنة، وقد انخفضت من نسبة 2.9 في العام 1993.
كما ظهرت هذه التفاوتات الصحية جليًا خلال جائحة كوفيد-19 في معدلات الإصابة العالية، ونسبة الوفيات، ومعدلات الوفيات الزائدة في شمال إنجلترا، وفي فقدان الوظائف بكثرة في فترة الركود الاقتصادي الناتج عن جائحة كورونا. في يونيو من العام 2020، بلغ معدل الإصابة في شمال إنجلترا تقريبًا ضعف نظيره في لندن، وخلصت دراسة أجراها اتحاد علوم الصحة الشمالي إلى نتيجة مفادها أنه من بين المناطق الست الأكثر تضررًا في إنجلترا أثناء الجائحة، وجدت خمس منها في الشمال.

## التعليم
لم تكن ثمة جامعات في شمال إنجلترا قبل القرن التاسع عشر. وكانت جامعة درم الأولى، وتأسست في العام 1832، وتصنّف أحيانًا مع جامعات أكسفورد وكامبريدج ضمن الجامعات العتيقة، رغم أنها تأسست بعدهنّ بعدة قرون عديدة. جاءت سلسلة من الجامعات لاحقًا وبُنيت في الشمال ضمن موجة ما سُمّي جامعات القرميد الأحمر في أواخر القرن التاسع عشر وأوائل القرن العشرين. في الوقت الحاضر تنضوي سبع مؤسسات شمالية ضمن مجموعة راسل لجامعات الأبحاث الرائدة، وهي: جامعة درم، وجامعات القرميد الأحمر في ليدز، وليفربول، ومانشستر، ونيوكاسل، وشيفيلد، وجاءت لاحقًا جامعة الصفائح الزجاجية، جامعة يورك. تمثّل هذه الجامعات، بالإضافة إلى جامعة الصفائح الزجاجية لانكاستر، مجموعة إن إيت للأبحاث.
ثمة تفاوت كبير في التحصيل بين مدارس شمال وجنوب إنجلترا، والحال أنّه على المتوسط الوطني، فإن الطلاب في الأقاليم الشمالية الثلاثة هم الأضعف احتمالًا في الحصول على مستويات متقدمة في التقديرات الخمس الأولى ضمن امتحان الشهادة العامة للتعليم الثانوي، مع احتمالية عزو ذلك إلى العوائق الاقتصادية التي يواجهها طلاب الشمال بدلًا من كونه اختلافًا فعليًا في جودة المدارس. لا يحصل الطلاب الشماليون على تمثيل متكافئ في أوكسبريدج ، إذ يحتل طلاب الجنوب ثلاثة أضعاف المقاعد التي يشغلها طلاب الشمال، وهو نفس الحال في الجامعات الجنوبية الأخرى، في حين يُمثل طلاب الجنوب تمثيلًا ناقصًا في الجامعات الشمالية العريقة مثل شيفيلد، ومانشستر، وليدز. ثمة دعوات تطالب الحكومة بالاستثمار في التعليم في المناطق الأقل حظًا في شمال إنجلترا لمعالجة هذا الوضع.

## الاقتصاد
كباقي المملكة المتحدة إجمالًا، يهيمن قطاع الخدمات على اقتصاد إنجلترا الشمالية –بحلول سبتمبر 2016، بلغت نسبة العمال المنخرطين في قطاع الخدمات في الأقاليم الشمالية الثلاث 82.2%، مقارنة بنسبة 83.7% في المملكة المتحدة ككل. في الوقت الحالي، تعمل نسبة 9.5% في التصنيع، مقارنة بالمعدل الوسطي على مستوى البلاد، والبالغ 7.6%.  يبلغ معدل البطالة في شمال إنجلترا 5.3% مقارنة بالمتوسط على مستوى إنجلترا وعلى مستوى المملكة المتحدة البالغ 4.8%، وتوجد في الشمال الشرقي أعلى نسبة بطالة في المملكة المتحدة، 7.0% بحلول ديسمبر 2016، أي أكثر من نقطة مئوية واحدة أعلى من باقي المناطق. وفقًا لأرقام العام 2015، فقد بلغ إجمالي القيمة المضافة للاقتصاد إنجلترا الشمالية 316 مليار جنيه إسترليني، ولو كانت شمال إنجلترا دولة مستقلة، لكانت عاشر أكبر اقتصاد في أوروبا. يعاني الشمال من معدلات تطور ضعيفة وإنتاجية منخفضة مقارنة بجنوب إنجلترا ودول الاتحاد الأوروبي الأخرى.
تأخرت معدلات النمو والتوظيف ودخل الأسرة عن مثيلاتها في الجنوب، وتوجد المقاطعات الخمس الأكثر حرمانًا على مستوى إنجلترا بأكملها في شمال إنجلترا، كما هو حال عشرٍ من المدن الرئيسية الإثني عشر الأشد تراجعًا في المملكة المتحدة. رغم ذلك فالصورة ليست بالأبيض والأسود، إذ يوجد في الشمال مناطق غنية بقدرٍ يكافئ إلم نقل أكثر ثراءً من المناطق الجنوبية الحديثة، مثل مقاطعة سري. ويُذكر كذلك المثلث الذهبي في يوركشاير الذي يمتد من شمال ليدز إلى هاروغيت عابرًا إلى يورك مثالاً، كما هو حال المثلث الذهبي لتشيشير، بمركزه في إلدرلي إدج.
ثمة اختلافات شديدة تظهر حتى ضمن المدن الفردية: مثلاً، تُعد شيفيلد هالام واحدة من أغنى الدوائر الانتخابية في البلاد، وهي الأغنى خارج لندن والجنوب الشرقي، في حين أن شيفيلد برايتسايد وهيلزبوره، على الجانب الآخر من المدينة نفسها، هي واحدة من أكثر الدوائر حرمانًا. يتميز السكن في شمال إنجلترا بكونه اقتصادي التكلفة أكثر من متوسط المملكة المتحدة: فقد بلغ متوسط سعر المنزل في معظم المدن الشمالية أقل من 200 ألف جنيه إسترليني في العام 2015 مع زيادات معتادة خلال السنوات الخمس الماضية بلغت أقل من 10%. بالرغم من هذا، فقد انخفض أسعار المسكن في بعض المناطق انخفاضًا كبيرًا، وهو ما عرّض السكان لمساوئ الملكية السلبية.
سعيًا منها لتحفيز الاقتصاد الشمالي، طبقت الحكومة سلسلة من البرامج للاستثمار في المنطقة وتنميتها، وكان آخرها في العام 2017 اقتراح نورذرن باورهاوس. استفاد الشمال بشكل كبير من تمويل الصناديق الهيكلية للاتحاد الأوروبي. بين الأعوام 2007 و2013، خلقت صناديق الاتحاد الأوروبي ما يقارب 70 ألف فرصة عمل في المنطقة، وتأتي غالبية تمويل مقترح نورذرن باورهاوس من الصندوق الأوروبي للتنمية الإقليمية وبنك الاستثمار الأوروبي. طُرحت خسارة هذه التمويلات بعد خروج بريطانيا من الاتحاد الأوروبي، إضافة إلى الانخفاض المتوقع للصادرات إلى الاتحاد الأوروبي، بوصفها تهديدًا لتنمية الشمال.

### القطاع العام
يعتبر القطاع العام في شمال إنجلترا جهة تشغيل رئيسية. بين الأعوام 2000 و2008، كانت غالبية الأعمال الجديدة التي أُنشئت في شمال إنجلترا تابعة للحكومة ومورّديها والمتعاقدين معها. تضم جميع الأقاليم الشمالية الثلاثة نسبة وظائف في القطاع العام أعلى من المتوسط الوطني، وفي الشمال الشرقي أعلى مستوى في إنجلترا بوجود نسبة 20.2% من القوى العاملة ضمن القطاع العام وفقًا لأرقام العام 2016 –وكانت 23.4% قبل عقد من ذلك العام. أفضى برنامج التقشف في ظل حكومة ديفيد كاميرون إلى إجراء تخفيضات كبيرة في الخدمات العامة، وأدى انخفاض التوظيف في القطاع العام في شمال إنجلترا إلى فقدان نسبة 3% من القوى العاملة وظائفهم، ما خلّف تأثيرًا شديدًا على اقتصاد المنطقة.

### الزراعة والمسامك

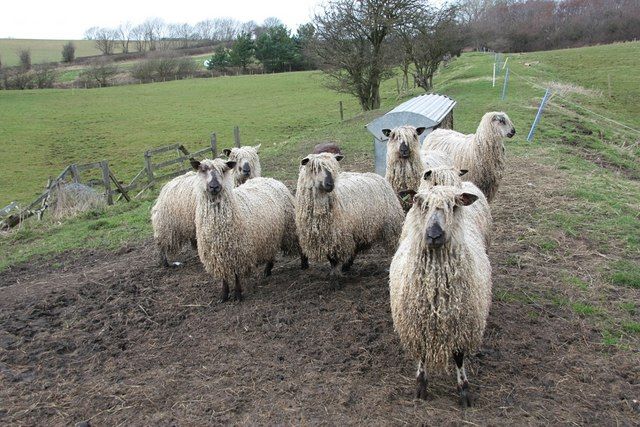
تُعتبر الخراف، كهذه من سلالة تيزواتر، جزءًا جوهريًا في قطاع الزراعة في شمال إنجلترا

يوجد 2,580,000  هكتارًا (أي ما يعادل 6,400,000 فدان؛ 25.800 كم مربع؛ 10000 ميل مربع) من الأراضي الزراعية في شمال إنجلترا. تؤدي وعورة تضاريس سلسلة البيناينز إلى عدم ملائمة معظم شمال إنجلترا لزراعة المحاصيل؛ وكما هو الحال في اسكتلندا، كان الشوفان هو المحصول المهيمن تقليديًا على الزراعة الشمالية، نظرًا لنموه بشكل أفضل من القمح في التربة الفقيرة. في الوقت الحاضر، يتشابه مزيج الحبوب والخضروات المزروعة مع تلك الموجودة في باقي المملكة المتحدة، لكن تبقى الأراضي الصالحة للزراعة على أضيق نطاق. من أراضي الشمال الزارعية، تُخصص نسبة 32% فقط بشكل أساسي لزراعة المحاصيل، مقارنة بنسبة 49% في إنجلترا ككل. ومن جهة أخرى، تُخصص نسبة 57% من الأراضي لتربية الماشية، وتُربى في الشمال 33% من أبقار إنجلترا، و43% من الخنازير، و46% من الأغنام والحملان.
يقتصر الجزء الوحيد من المنطقة الذي يخصص غالبًا لزراعة للمحاصيل على الأرض المحيطة بمصب نهر هامبر، حيث تفضي مصبات البِرك جيدة التصريف إلى وجود أراضي عالية الجودة. غالبًا ما يخصص سهل تشيشير في منطقة الأراضي  لمزارع منتجات الألبان، في حين يؤدي رعي الأغنام في سلسلة البيناينز وشفيوت دورًا مهمًا في الزراعة بالإضافة إلى إدارة الأراضي بوجه عام. تُعتبر هيذر مورلاند في مرتفعات البيناينز موقع اصطياد الطيهوج في الفترة الواقعة بين 12 أغسطس (الثاني عشر المجيد) و10 ديسمبر من كل عام. يشكل عدد طيور الطيهوج في شمال إنجلترا تهديدًا كبيرًا للحيوانات المفترسة الطبيعية، والتي غالبًا ما يقتلها حراس الصيد لحماية الطيهوج، وتبعًا لذلك ، يصنف اتحاد كمبريا لحماية الحياة البرية مستنقعات الشمال على أنها «ثقب أسود» بالنسبة لطائر مرزة الدجاج المهدد بالانقراض.
يُعد الصيد البحري صناعة مهمة بالنسبة للمدن الساحلية الشمالية. ويُذكر من موانئ الصيد الرئيسية، فليتوود، وغريمسبي، وهال وويتبي. في ذروة نشاطها، كانت غريمسبي أكبر ميناء صيد في العالم، لكن واجهت صناعة صيد الأسماك الشمالية الكثير من المصاعب بسبب سلسلة من الأحداث وقعت في النصف الثاني من القرن العشرين: أنهت حروب القد مع أيسلندا، وإنشاء المنطقة الاقتصادية الخالصة أنهت فرص بريطانيا في الوصول إلى مناطق الصيد الغنية في شمال المحيط الأطلسي، في حين تعرّض بحر الشمال للإفراط في صيد السمك، ففرضت السياسة المشتركة لمصايد الأسماك الأوروبية نظام حصص صارم يقيد أنشطة الصيد بغية حماية المخزونات الموشكة على الاستنزاف. تمر غريمسبي حاليًا في مرحلة خوض مجال تحضير المنتجات الغذائية البحرية المستوردة وإنشاء مزارع طاقة الرياح البحرية لتحل محل أسطول صيدها.

### التصنيع والطاقة
يتمتع شمال إنجلترا باقتصاد قوي يعتمد على التصدير، ويتسم ميزانه التجاري بتوازن أكثر من متوسط المملكة المتحدة. ويُعتبر الشمال الشرقي المنطقة الوحيدة في إنجلترا التي تصدر على الدوام أكثر مما تستورد. تتألف غالبية صادرات الشمال من المنتجات الكيمياوية، والمركبات، والآلات، وغيرها من البضائع المصنعة، ويتجه أكثر من نصف الصادرات بقليل نحو دول الاتحاد الأوروبي. من بين المصانع الرئيسية تُذكر مصانع السيارات في ميناء فوكسهول إلزمير: جاغوار لاندروفر هيلوود، ونيسان سندرلاند، وليلاند تراكس، ومصنع قطارات هيتاشي نيوتن آيكلف، ومصافي نفط هامبر، ولندزي، وستانلو، ومجموعة إن إي بي آي سي للمنتجات الكيماوية حول تيسايد، والمنشآت النووية في سبرينغفيلدز وسيلافيلد.
تضم تشكيلة مصادر الطاقة الأهم في شمال إنجلترا النفط والغاز البحري من بحر الشمال والبحر الأيرلندي، ومؤخرًا طاقة الرياح البحرية. رغم انتهاء التعدين الباطني للفحم في المملكة المتحدة في العام 2015 مع إغلاق منجم فحم كيلينغلي، شمال يوركشاير، فما تزال العديد من مناجم التعدين السطحي نشطة في المنطقة. ينتشر غاز الأردواز على وجه الخصوص في جميع أنحاء شمال إنجلترا، رغم الجدل المحيط بخطط استخراجه من خلال التصديع المائي.

### قطاع التجزئة والخدمات

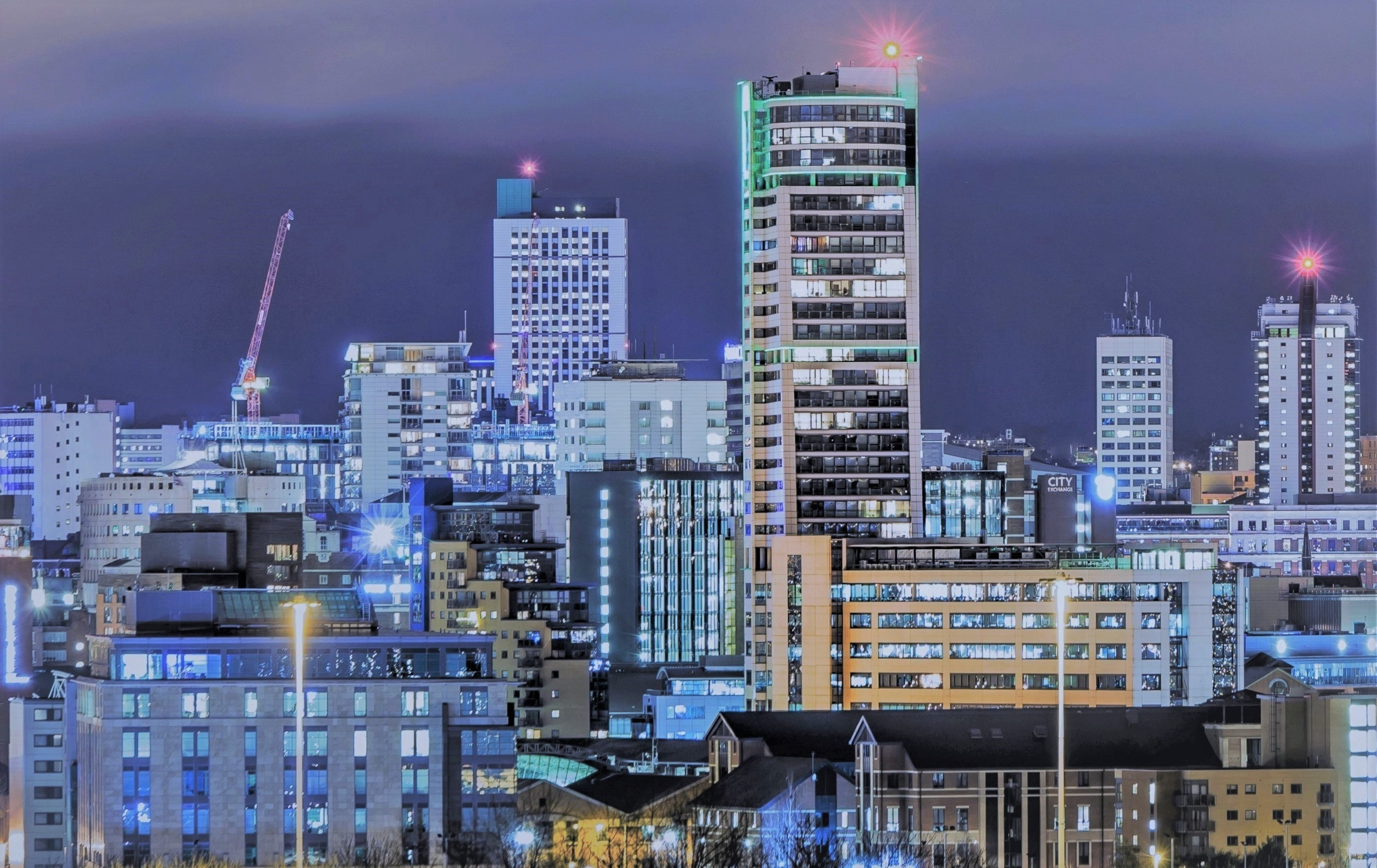
ارتقت عمليات التجديد بمدينة ليدز لتصبح ثاني أكبر مركز مالي وقانوني في المملكة المتحدة.

تعمل نسبة 10% من القوى العاملة تقريبًا في شمال إنجلترا في تجارة التجزئة. من بين سلاسل المتاجر الأربعة الكبرى في المملكة المتحدة، يوجد اثنان في الشمال، آسدا وموريسونس. يُعتبر شمال إنجلترا نقطة بدء حركة الجمعيات التعاونية الحديثة، وللمجموعة التعاونية ذات المقر مانشستر إيرادات تفوق جميع الشركات في الشمال الغربي. كما تُعد المنطقة موطنًا للعديد من تجار التسوق عبر الإنترنت، بعد ظهور شركات ناشئة تركزت حول مراكز التكنولوجيا في المدن الشمالية.
في أعقاب حركة التجديد الحضري، ترسخت في شمال إنجلترا صناعات عالية القيمة ضمن قطاع الخدمات، مثل الخدمات المؤسسية والخدمات المالية، مع وجود مراكز رئيسية حول ليدز ومانشستر. حلت مراكز الاتصال محل الصناعات الثقيلة بوصفها أكبر جهة مشغلة للعمال غير المهرة، وجذبت العمال نظرًا لانخفاض تكاليف العمالة وتفضيل الجمهور للهجات الإنجليزية الشمالية، وتشغّل أكثر من 5% من نسبة العمالة في مناطق شمال إنجلترا ككل.

### التكنولوجيا الحديثة والأبحاث
تضم جامعات الأبحاث إن إيت بمجموعها أكثر من190,000  طالب، وتسهم في الاقتصاد الشمالي من ناحية إجمالي القيمة المضافة أكثر من قطاعات الزراعة، أو تصنيع السيارات، أو الإعلام. أفضت الاكتشافات والاختراعات في هذه الجامعات إلى فوائد فرعية بلغت قيمتها مئات الملايين تدفقت في الاقتصادات المحلية: فمثلًا، أدى اكتشاف الغرافين في جامعة مانشستر إلى تأسيس معهد الغرافين الوطني ومعهد السير هنري رويس للمواد المتقدمة، في حين دفعت أبحاث الروبوتات في جامعة شيفيلد إلى تطوير مجمع التصنيع المتقدم.
شهدت العقود الأخيرة نموًا دائبًا لدى شركات التكنولوجيا الحديثة المتمركزة حول مدن شمال إنجلترا الرئيسية. توجد إحدى عشرة شركة للتكنولوجيا الحديثة مقرها في المنطقة بقيمة تبلغ أكثر من مليار دولار، وتوفر الصناعات الرقمية ما يقارب الـ300,000 فرصة عمل. يُعد تصميم ألعاب الفيديو، والتسوق عبر الإنترنت، والتقانة الطبية، والتحليلات ضمن قطاعات التكنولوجيا الحديثة الرئيسية في الشمال.

### الاستجمام والسياحة

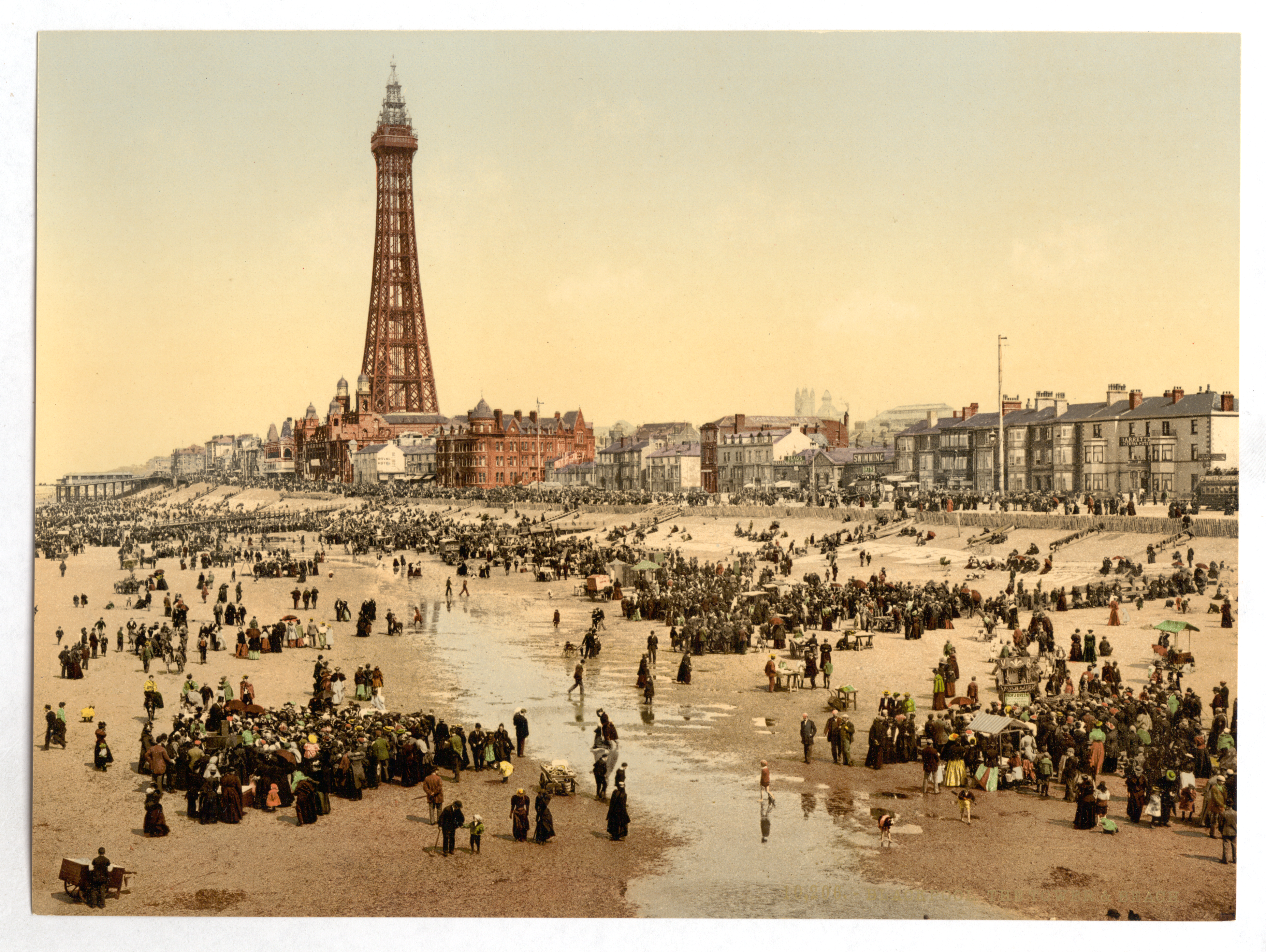
شواطئ بلاكبول المكتظة في تسعينيات القرن التاسع عشر

في النصف الثاني من القرن التاسع عشر وفرت شبكة السكك الحديدية الفرصة لمعظم سكان الشمال للوصول السريع إلى الساحل، وشهدت المدن الساحلية طفرة سياحية كبرى. بحلول العام 1870، أصبحت بلاكبول الواقعة على ساحل لانكشاير الوجهة الأكثر شعبية لعائلات الشمال بالإضافة إلى العديد من سكان ميدلاندز واسكتلندا أيضًا. يُذكر من المنتجعات الأخرى المفضلة لدى أهل الشمال، موركم في شمال لانكشاير، وويتلي بي بالقرب من نيوكاسل، وويتبي في شمال يوركشاير، ونيو برايتون في شبه جزيرة ويرال، وأيضًا ريل عبر الحدود في شمال ويلز.
أثبتت الأيام أن نفس القوى الاجتماعية التي عمرت هذه المنتجعات في القرن التاسع عشر هي ما سبّب تدهورها في القرن العشرين. فمع تواصل تحسّن خطوط النقل، أصبح من الممكن السفر إلى الخارج بسرعة وبتكلفة يسيرة. وهكذا اجتذب الساحل البلجيكي في أوستند سائحي الطبقة العاملة الشمالية في النصف الأول من القرن العشرين، ومثّل بدء العمل بالرحلات المنظمة في السبعينيات إعلان وفاة لمعظم المنتجعات الساحلية الشمالية. استمرت بلاكبول في تركيزها على السياحة، وحافظت على مكانتها كواحدة من أكثر المدن جذبًا للسياح في إنجلترا، لكن لم تعد أعداد الزائرين تبلغ ذروتها مثلما مضى، وواجه اقتصاد المدينة عدة صعوبات –إذ ما زالت معدلات التوظيف ومتوسط الدخل أقل من متوسط المنطقة.
تعتبر المناظر الطبيعية البرية في الشمال نقطة جذب رئيسية للسياح، وتسعى العديد من المناطق الحضرية لتنفيذ بعض التجديد عبر اللجوء إلى السياحة الصناعية، والسياحة التراثية، والسياحة الثقافية: فمن بين 24 متحفًا ومعرضًا وطنيًا في إنجلترا خارج لندن، يضم الشمال 14 متحفًا. بحلول  العام 2015، تلقى شمال إنجلترا حوالي ربع إجمالي السياحة الداخلية في المملكة المتحدة، بمعدل 28.7 مليون سائح في العام 2015، لكن من بين السياح الدوليين للمملكة المتحدة، لا تزور سوى نسبة 8% منطقة الشمال.

### وسائل الإعلام

#### التلفزيون
ضمن حملتها للحد من مركزية وسائل الإعلام في لندن، نقلت محطات البي بي سي، وآي تي في العديد من إنتاج برامجها إلى مشروع ميديا سيتي يو كي في سالفورد، كما انتقلت القناة الرابعة بمقرها الرئيسي إلى مدينة ليدز. من بين المسلسلات التلفزيونية المسائية الأربعة الوطنية، صُورت ثلاثة مسلسلات بوقائعها في شمال إنجلترا (شارع كورونيشن في مانشستر، وإميرديل في يوركشاير ديليز، وهوليوكس في تشيستر) وهي أعمال ذات أهمية كبيرة في صناعة التلفزيون المحلية –فقد ساعدت شعبية إميرديل قناة آي تي في على إنقاذ استوديوهات ليدز في يوركشاير من الإغلاق. تشتهر المنطقة أيضًا في صناعة المسلسلات الدرامية، وأنتجت بعض أكثر المسلسلات التي لاقت نجاحًا واستحسانًا كبيرًا في العقود الأخيرة. يُذكر منها:  أولاد من الأسفلت، وأصدقاؤنا في الشمال، وإنهاء الدوام، والماجن، وآخر رقصة تانجو في هاليفاكس.

#### الصحف
منذ انتقال صحيفة الجارديان (التي كانت تُعرف سابقًا باسم ذا مانشستر جارديان) إلى لندن في العام 1964، لم يكن ثمة صحيفة وطنية رئيسية تتخذ من الشمال مقراً لها، ولا تحظى أخبار الشمال بتغطية صحفية جيدة في الصحافة الوطنية. تروج صحيفة يوركشاير بوست لنفسها باعتبارها «جريدة يوركشاير الوطنية» تغطي بعض الأخبار الوطنية والدولية، ولكنها تركز بشكل أخص على أخبار يوركشاير والشمال الشرقي. في العام 2016، وبعد ستة أسابيع من تأسيسها، فشلت صحيفة 24 في محاولتها لتكون صحيفة وطنية متخصصة تركز على الشمال. في شمال إنجلترا ككل، تُعتبر صحيفة ذا صن الصحيفة الأكثر مبيعًا، لكن المقاطعة المستمرة ضدها في منطقة مرزيسايد بعد تغطية الصحيفة لكارثة هيلزبره في العام 1989 أدت إلى تراجع الصحيفة إلى مرتبة خلف كل من ديلي ميل، وديلي ميرور في الشمال الغربي.
على وجه العموم فإن عدد قراء الجرائد الوطنية في الشمال أقل من نظرائهم في الجنوب؛ وصحيفتا ميرور وديلي ستار هما الجريدتان الوطنيتان الوحيدتان اللتان يبلغ عدد قرائهما في شمال إنجلترا أكثر من قرائهما في الجنوب الشرقي ولندن. وهكذا فإن الصحف المحلية هي الأكثر مبيعًا في كل من الشمال الشرقي ويوركشاير وهامبر، رغم الانخفاض الحاد في عدد قراء الصحف الإقليمية الشمالية في السنوات الأخيرة. بحلول يونيو 2016، فإن سبع جرائد شمالية فقط هي التي يزيد عدد مبيعاتها عن 25000 يوميًا، وهي: مانشستر إيفينينغ نيوز، وليفربول إيكو، وهال ديلي ميل، ونيوكاسل كرونيكل، ويوركشاير بوست، ونورذرن إيكو.

#### الاتصالات

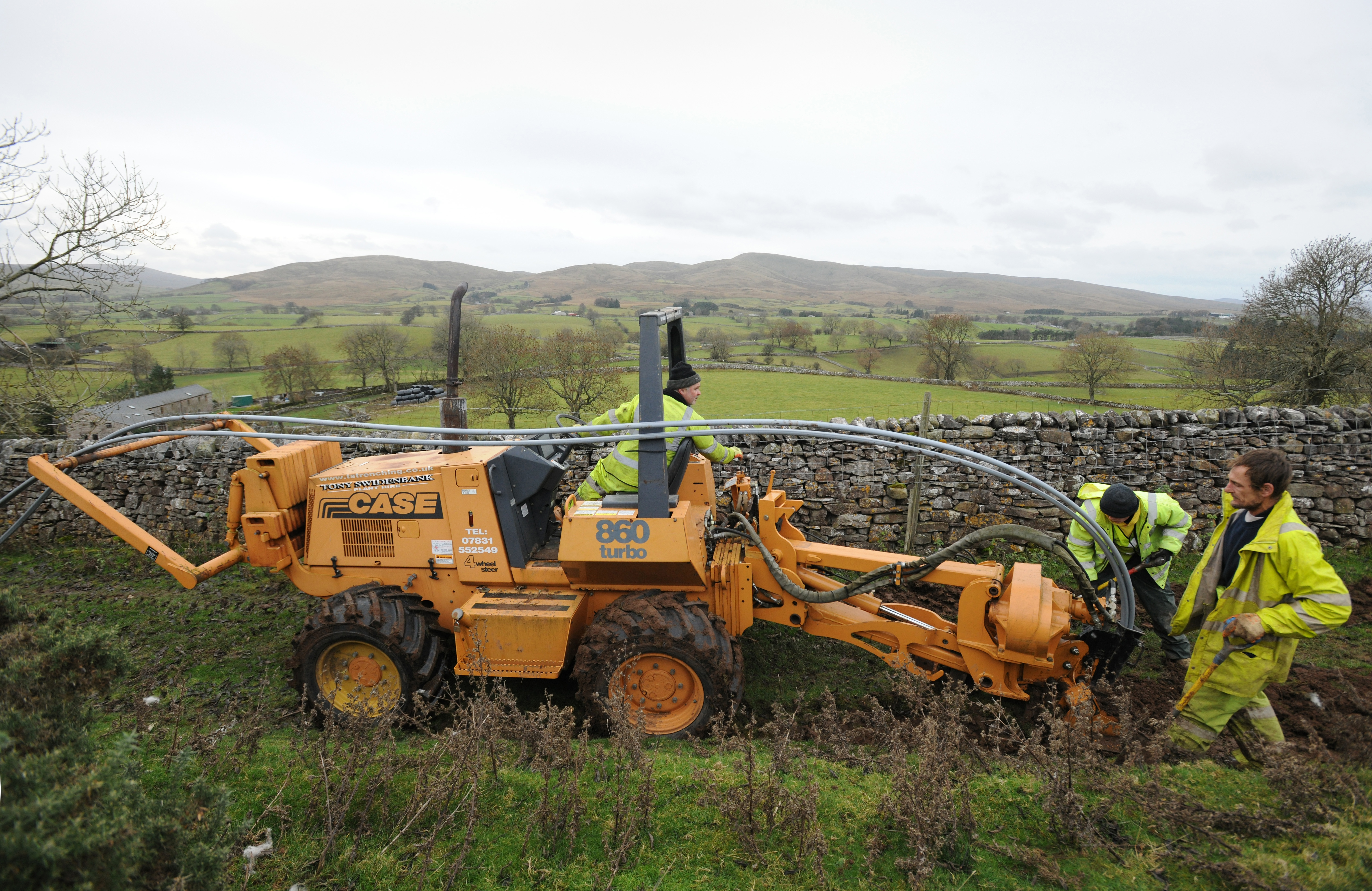
ربط أجزاء كمبريا هو أحد المشاريع العديدة لإيصال الألياف الضوئية إلى الشمال.

تعتبر نقطة مانشستر للوصول إلى الشبكة نقطة تبادل الإنترنت الوحيدة في المملكة المتحدة خارج لندن، وتشكل مركز الاتصالات الرئيسي للمنطقة. يساوي الاتصال بالإنترنت المنزلي في شمال إنجلترا أو يزيد عن متوسط المملكة المتحدة، إنما تختلف السرعات وانتشار النطاق العريض اختلافًا شديدًا. في العام 2013، بلغ متوسط السرعة في وسط مانشستر 60 ميجابت/ثانية، في حين كان متوسط السرعة في ورينغتون المجاورة لها 6.2 ميجابت/ثانية فقط. أما مدينة هال، الفريدة من نوعها في المملكة المتحدة لعدم تأميم شبكة الهاتف الخاصة بها أبدًا، فتتوفر فيها بعض أقوى سرعات الإنترنت في البلاد وأبطئها في نفس الوقت: تمتلك العديد من البيوت بشكل اعتيادي نطاقًا عريضًا «فائق السرعة» من الألياف الضوئية، ومع ذلك، فهي واحدة من مكانين فقط في المملكة المتحدة حيث تتلقى نسبة تزيد عن 30% من الشركات اتصال إنترنت بسرعة أقل من 10 ميجابت/ثانية.
في المناطق الريفية في الشمال بشكل خاص تتسم السرعات بالضعف، إذ تفتقر العديد من البلدات والقرى الصغيرة افتقارًا تمامًا لسرعة الوصول العالية. من أجل هذا شكلت بعض المناطق مشروعاتها المحلية الخاصة بها، مثل برودباند فور رورال نورث في لانكشاير وسايبرمور في كمبريا، بهدف إنشاء اتصالات إنترنت عالية السرعة. وعلى نحو مماثل، فإن تغطية النطاق العريض لأجهزة المحمول ذات أداء رديء، ومع أن شبكات اتصال الجيل الثالث والرابع تكاد تكون منتشرة في جميع أرجاء المدن، لكنها غير متوفرة في مناطق واسعة من يوركشاير، والشمال الشرقي، وكمبريا.

## الثقافة والهوية

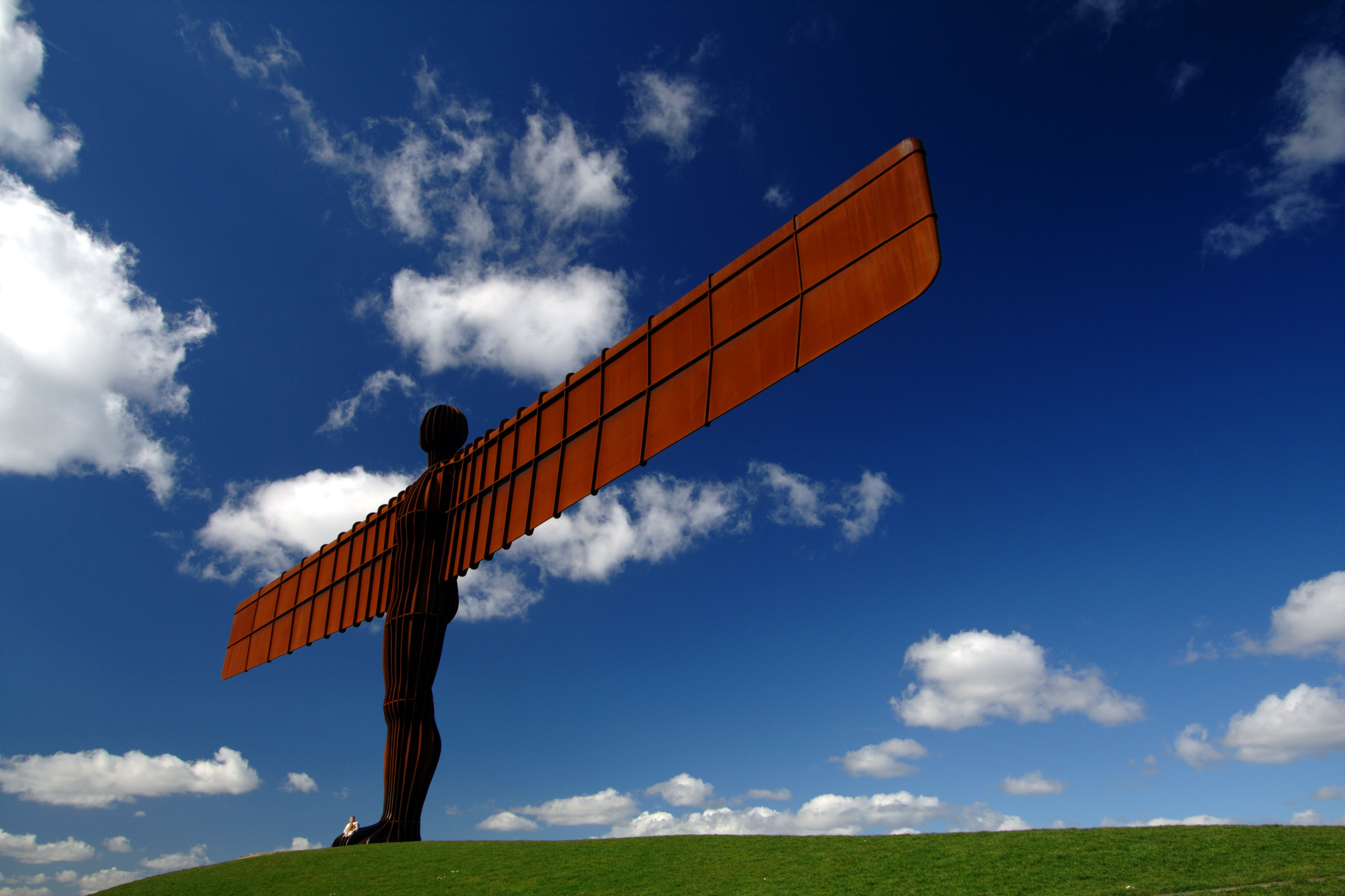
ملاك الشمال، بالقرب من غيتسهيد

لعدة قرون اتسمت كل منطقة من مناطق الشمال بهويتها وثقافتها الفريدة، ولكن مع قدوم الثورة الصناعية، ووسائل الإعلام، وتراخي الانقسام بين الشمال والجنوب، أخذت الهوية المشتركة للشمال بالتطور. في البداية كانت هذه الهوية رد فعل متصلبة ضد إجحاف الجنوب بحق الشمال –إذ غالبًا ما عُمد إلى تصوير الشمال في القرن التاسع عشر كمكان يعجّ بالقذارة والجموح والجهل، ولم يختلف الحال حتى في الروايات المتعاطفة مثل رواية إليزابيث جاسكل في العام 1855 الشمال والجنوب –إنما أصبحت تلك التحيزات تأكيدًا لما اعتبره الشماليون مواطن قوتهم الشخصية. من بعض الخصائص المرتبطة نمطيًا بشمال إنجلترا هي الصدق، والعزم، والعطف، على الضد من ضعف الجنوبيين المفترض. يشيع في شمال إنجلترا –وخاصة لانكشاير، ويوركشاير والشمال الشرقي، نظام الأسر الأمومية، إذ تدير بموجبه ربة المنزل شؤون العائلة وتشرف على مواردها المالية. يمكن تقفي جذور هذا النظام إلى حقبة الثورة الصناعية، عندما كانت ورشات العمل توفر للنساء أعمالًا بأجور مقبولة: وفي فترات الركود عندما انخفض الطلب على الفحم والصلب، اضطلعت النساء غالبًا بدور المعيلات الرئيسيات لأسرهن. ما تزال الصورة النمطية عن نساء الشمال أنهن يتصفن بقوة الإرادة والاستقلالية، أو بتعبير أكثر ودًا: بلطات قتال (نساء سليطات).

### اللباس

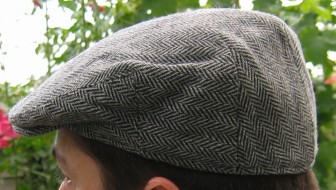
نمطيًا ترتبط القبعة المسطحة بشمال إنجلترا

غالبًا ما تُستوحى الصورة النمطية لشمال إنجلترا من اللباس الذي كان يرتديه رجال ونساء الطبقة العاملة في القرن التاسع عشر وأوائل القرن العشرين. عادة ما يرتدي الرجال العاملون سترة ثقيلة وبنطالًا مرتبطًا بحمالات البنطال، ومعطف، وقبعة عادة ما تكون مسطحة. في حين ترتدي النساء فستانًا، أو تنورة وقميص نسائي، مع مئزر فوقهما ضد التلوث؛ وفي الأشهر الباردة يعتادون ارتداء الوشاح أو الطرحة. وحتى أوائل القرن العشرين شاع أيضًا في شمال إنجلترا المود، وهو وشاح صوفي منقوش ومنسوج بنمط من الترابيع الصغيرة بالأبيض والأسود.
أولئك الذين لا يرتدون أحذية جلدية بأربطة، فإنهم يستخدمون قباقيب إنجليزية معمّرة ذات نعال ومقدمات قابلة للاستبدال. ابتدع عمال المصانع نوعًا من رقصات القبقاب الإنجليزي الشعبي تتمثل بنقرهم أقدامهم في نفس وقت نقرة الآلات، يُشار لتلك الرقصة باسم رقص القبقاب، والتي تطورت بشكلها المعقد في الشمال.
في النصف الثاني من القرن العشرين، لم تعد تلك الملابس التقليدية سائدة. وأصبحت الأنماط الأخرى مثل «الكاجوال كلوبر» (ملابس ماركات أوروبية جلبها مشجعو كرة القدم العائدون من جولات المباريات في القارة الأوروبية) والملابس الرياضية أكثر شعبية، وساعد تأثير أندية الشمال وفرق كرة القدم على انتشارها في جميع أنحاء البلاد. في القرن الواحد والعشرين، بدأت بعض الملابس الشمالية التقليدية في الانتشار مجددًا –وخصوصًا القبعة المسطحة.

### المطبخ
لم تزل الفكرة الشائعة عن مطبخ الشمال الشمالي مرتبطة بخصائص النظام الغذائي للطبقة العاملة في أوائل القرن العشرين، والذي كان يقوم أساسًا على أحشاء الذبائح، ويضم سعرات حرارية عالية، وغالبًا غير صحي مئة بالمئة. في مخيلة باقي إنجلترا، تظل أطباق البودينج الأسود، والكرشة، والبازلاء المهروسة، وفطيرة اللحم من الأطعمة المرتبطة نمطيًا بالشمال الإنجليزي. ولهذا يبذل طهاة الشمال جهودًا مكثفة لتحسين الصورة النمطية عن المنطقة. انتشرت بعض الأطباق الشمالية مثل بودينج يوركشاير، ويخنة لانكشاير لتصبح جزءًا من موائد جميع أنحاء المملكة المتحدة، وفي الوقت الحالي فإن أسماءها فقط هي ما يشير إلى أصلها. من بين الأطباق الشمالية التي وُضعت على تصنيف المنتجات مع حماية تسمية المنشأ يُذكر سجق كمبرلاند التقليدي، وسمك غريمسبي المدخن، وجبن سويلديل، وراوند يوركشاير المُجبر، وجبنة يوركشاير وينزليديل.
يشتهر الشمال بأجبانه ذات الطبيعة الهشة في كثير من الأحيان، وجبن تشيشير أبرز مثال على ذلك. على عكس أجبان الجنوب كالشيدر، عادةً ما يُستخدم في صنع الأجبان الشمالية الحليب غير المغلي وخثارة اللبن المملح المضغوطة تحت أثقال كبيرة، وهو ما ينتج عنه جبن رطب حاذق المذاق. تتسم جبنة وينزليديل، وهو نوع من الجبن الهش، بسمة غريبة نوعًا ما إذ غالبًا ما تُقدم  بجانب الكعك الحلو، والتي تنتشر بكثرة في شمال إنجلترا. تُستخدم كعكة باركين، وهي عبارة عن كعكة الشوفان مع دبس السكر والزنجبيل، كحلوى تقليدية في الشمال في ليلة البون فاير، وتنتشر معجنات سينغين هيني المدورة بنكهات الفواكه في الشمال الشرقي وكعك فات راسكال في يوركشاير.
تحظى مجموعة متنوعة من البيرة بشعبية في جميع أنحاء شمال إنجلترا، ولكن المنطقة مرتبطة بشكل خاص بالبيرة البنية مثل بيرة نيوكاسل البنية، ودابل ماكسيم، وبيرة سامويل سميث نات البنية. عادة ما تقدم البيرة في الشمال برغوة سميك تبرز نكهات الجوز والشعير المفضلة في بيرة الشمال. بالنسبة للمشروبات الخالية من الكحول، كان الشمال –وخصوصًا لانكشاير– مركز حركة الحانات الخالية من الكحول، والتي أشاعت استهلاك المشروبات الغازية مثل الهندباء والأرقطيون، وتايزر، وفيمتو.
وفقًا لموقع ذا تاب، فإن سلسلة المخابز غريغز هي جزء جوهري من الهوية الشمالية، ولجئ إلى استخدام عدد الأشخاص مقابل كل مخبز غريغز كمؤشر يدل على اعتبار المدينة شمالية أم لا.

### الموسيقى

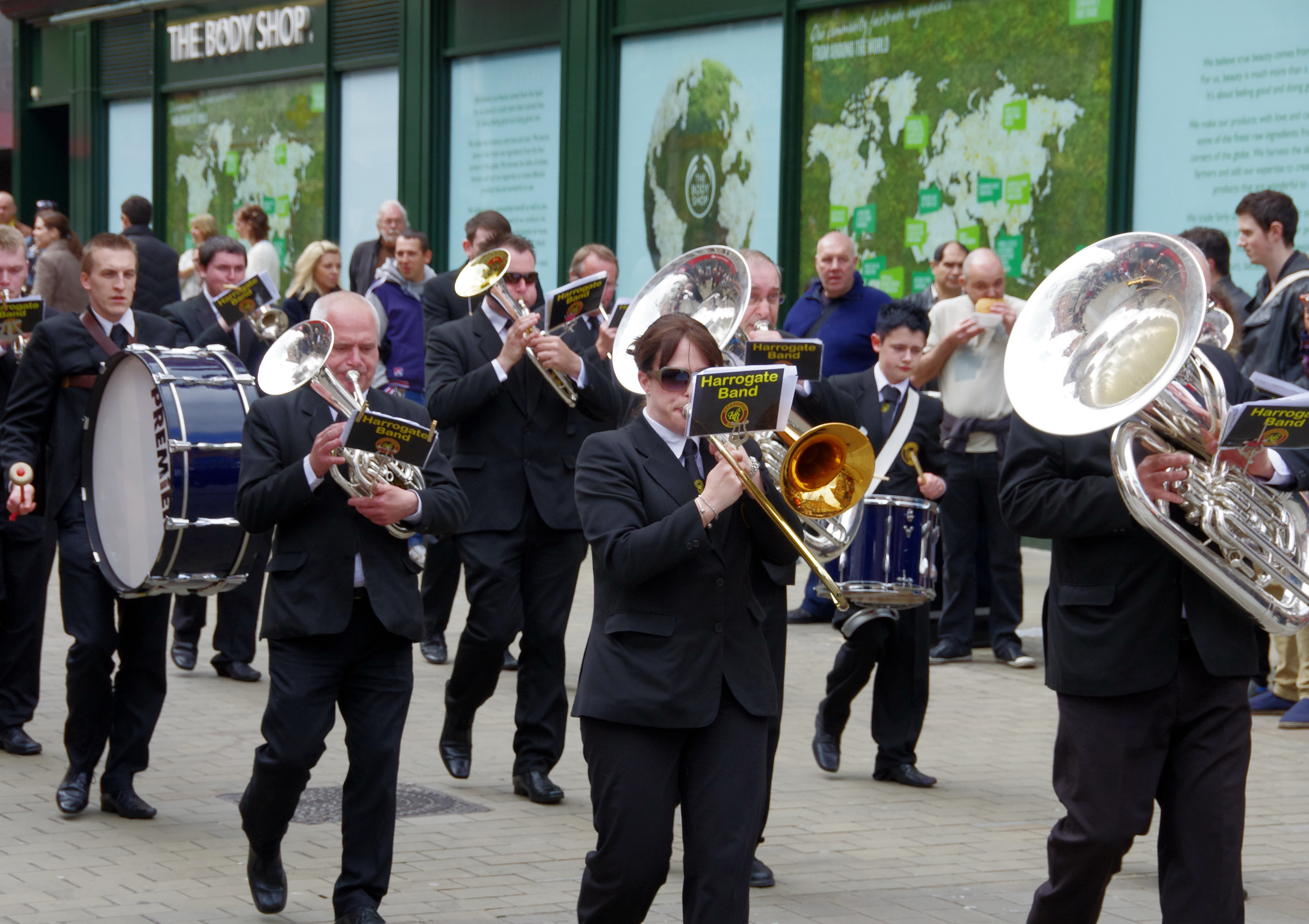
فرقة هاروغيت تعزف في ليدز

تتألف الموسيقى الشعبية في شمال إنجلترا من أنماط موسيقية من إنجلترا واسكتلندا –وهي ما تسمى الآن أغاني الحدود الأنجلو-اسكتلندية، والتي كانت سائدة فيما مضى جنوبي لانكشاير. في العصور الوسطى، صاحبت العديد من الأغاني الشمالية آلة مزمار القربة، مع وجود ألوان موسيقية تشمل مزمار القربة في لانكشاير، ومزمار القربة في يوركشاير، ومزمار القربة النورثومبري. اختفت هذه الأنماط في أوائل القرن التاسع عشر في جنوب المنطقة الذي تركزت به المصانع، لكنها بقيت في موسيقى نورثمبريا. بدأ نمط الفرقة النحاسية البريطانية في شمال إنجلترا في نفس الوقت تقريبًا: أدى تسريح الفرق الموسيقية العسكرية لتشيشير ولانكشاير ويوركشاير بعد الحروب النابليونية، بالإضافة إلى رغبة المجتمعات الصناعية في تنمية نفسها، أدى إلى إنشاء فرق موسيقية مدنية. أدت هذه الفرق عروضًا في المناسبات المجتمعية وتقدمت المسيرات الاحتجاجية في عصر الاضطرابات الراديكالية. رغم انتشار هذا اللون الموسيقي منذ ذلك الوقت في معظم أرجاء بريطانيا العظمى، فإن الفرق الموسيقية النحاسية تظل صورة نمطية عن الشمال، وتجتذب مسابقات ويت فرايدي للفرق النحاسية مئات الفرق من جميع أنحاء المملكة المتحدة ومن خارجها.
يضم شمال إنجلترا أيضًا مشهدًا موسيقيًا شعبيًا رائجًا. تشمل الحركات المؤثرة ميبزيبيات من منطقة ليفربول، والتي أنجبت فرقة البيتلز، ونورذرن سول التي جلبت شركة موتاون إلى إنجلترا، ومشهد مادشستر الموسيقي، الذي يُعتبر مقدمة لنمط الريف الاحتفالي الراقص. في جميع أنحاء البيناينز، تعتبر شيفيلد نقطة بدء فرق البوب الإلكترونية المؤثرة مثل كاباريه فولتير، وبولب. قدمت حركة نيويوركشاير لموسيقى إيندي روك لإنجلترا فرق كايزر تشيفس وأركتيك مونكيز. وتضم تيسايد مشهد موسيقى روك يشمل كريس ريا وماكسيمو بارك. عادة ما تطرح الصحافة أخبار الموسيقى ومراجعاتها ضمن إطار الاختلافات الثقافية والطبقية بين الشمال والجنوب، ومن أبرز أمثلة ذلك ما حدث في عقد الستينيات من القرن العشرين من منافسة بين فرق البيتلز ورولينغ ستونز، والمنافسة في موسيقى بريت بوب بين أويسيس وبلر في تسعينيات القرن الماضي.